# Tokyo 7th シスターズ
『Tokyo 7th シスターズ』（トーキョーセブンスシスターズ）は、株式会社DONUTSのスマートフォン向けアプリケーションゲーム。略称は『ナナシス』。新世代アイドルコンテンツ制作プロジェクト『Project 7th』(プロジェクトセブンス)の「第一弾」とされている。ジャンルはアイドル育成リズム＆アドベンチャーゲーム。
本作は、西暦2034年を舞台としており、アイドル氷河期と呼ばれる中で、次世代アイドル劇場型スタジオ『スリーセブン（通称ナナスタ）』の二代目支配人となり、新たなアイドルを育て、プロデュースしていく内容である。
ゲームの中核であるリズムゲームに関しては2回の大幅アップデートを行ったほか、リアルイベントとしては2015年5月31日（日）Zepp Tokyoにて、1st Live公演『Tokyo 7th シスターズ 1st Anniversary Live 15'→34'〜H-A-J-I-M-A-L-I-V-E-!!〜』を開催、2018年7月20日（金）には単独公演でTokyo 7th シスターズ メモリアルライブ『Melody in the Pocket』in 日本武道館、2019年7月13日(土)、14(日)には「幕張メッセ 国際展示場9-11ホール」にて、『Tokyo 7th シスターズ 5th Anniversary Live -SEASON OF LOVE- in Makuhari Messe』を開催を実施など、複数回のライブイベントを開催。

## 歴史
- 2013年
  - 12月10日 iOS版の事前登録の受付開始[2]。
- 2014年
  - 2月19日 iOS版の正式サービスを開始[3]。
  - 9月3日 iOS 5のサポートを終了。
  - 10月30日 大幅リニューアル。課金システム実装開始や、リズムゲーム要素のゲームシステムを「ライブステージ」（後述）へ変更するなど[4]。
  - 11月 Android版の事前登録の受付開始[5]。
  - 11月13日 Android版の正式サービスを開始[5]。
  - 12月4日 カードのレアリティにP（プラチナ）を追加[6]。
- 2016年
  - 1月28日 スカウトエリア縮小、エピソード2.0公開開始と、エピソード（旧：シナリオ回想）ページの仕様変更と「エピソードキー」導入。「アイドル☆スパークル」実装[7][8]。
  - 4月21日 「ライブステージ」のEASYやNORMALモードのタップ判定が緩和された[9]。
  - 5月26日 ミッション機能実装。スカウトにデイリースカウトエリア追加[10]。
  - 6月23日 セブンスポイント、セブンスポイント交換所実装[11]。
  - 7月21日 「アイドル☆スパークル」専用カード「グラサンコニー」追加[12]。
  - 12月22日「スカウト」リニューアル。スタミナポイントを廃止しカリスマポイントへの移行と、それに伴う回復用アイテムの廃止や変換[13]。
- 2017年
  - 3月23日 i-n-gシステム（メール、プライベートレッスン、コーデアイテム、BIG HALL LIVE!!）実装。エピソード3.0公開開始。「エピソード」の「サブエピソード」内の「メール」が、「SHORT MESSAGE」に名称変更となり、エピソードキーによる解放が可能に[14][15][16]。
  - 4月6日 エピソード3.5公開開始。カードのレアリティに「G+（ゴールドプラス）」と「GS+（ゴールドエスプラス）」を追加[17]。
  - 10月5日 称号機能の追加[18]。
  - 11月30日 リズムゲームが7レーン型にリニューアル。難易度EXPERTやダンスモードといった機能が追加された。
- 2018年
  - 2月22日 7thオーディションガチャのカード排出確率が変更に。P3%、G+4%、G7%となり高レアリティのカードの排出確率が緩和された。
  - 3月22日 「スペシャルレッスン」専用カード「Gジョーカーコニー」追加。
  - 7月7日 「スペシャルレッスン」専用カード「Pジョーカーニコル No Type」追加。順次、他のセブンスのPジョーカーも追加。
- 2019年
  - 2月21日 「オートライブチケット」を消費することで、クリア済み楽曲をオートプレイする機能と練習ライブ機能を追加。最大レベル上限をLv.220から230に引き上げ。ナナスタスカウトキャラバンガチャのラインナップにレアリティGのカードが追加などの改良がなされた。
  - 2月28日 上杉・ウエバス・キョーコ役、吉井彩実の声優活動から引退に伴うキャスト活動の終了が発表。三月末日で活動を終了した。[19]
  - 3月22日 最大フレンド数の上限が30増加などの改良がなされた。
  - 4月11日 特定の日にちに誕生日アイドルの限定マイページボイスを聴くことができる誕生日記念キャンペーンの追加。これに伴い新レアリティ「BD（バースデイ）」と「BDS（バースデイエス）」を追加。順次、追加される。エピソード機能のリニューアルもなされた。
  - 4月18日 エピソード4.0 AXiS公開開始。
  - 4月22日 荒木レナ役藤田茜がキャスト活動終了を発表、翌日活動終了した。[20]
  - 10月17日 エピソード0.7Melt in the Snow公開開始。
- 2020年
  - 1月9日 エピソード5.0Fall in Love公開開始。
  - 11月5日 エピソード6.0FINAL -Someday, I'll walk on the Rainbow...-公開開始。
- 2022年
  - 2月27日 アプリ名称に副題が追加され『Tokyo 7th シスターズ THE SKY'S THE LIMIT』となる。エピソード 2053公開開始[21]。
  - 3月22日 エピソード NANASUTA公開開始。
  - 4月4日 ラジオ番組『サクラバシ919』（ラジオ大阪、ミクチャ）内にて「ナナシスラジオ ch2053」放送・配信開始[22][23]。
- 2023年
  - 3月4日 コンテンツを包括的に楽しむためのプラットフォームとして「ナナシスポータル」が2023年春にオープンすることが発表された[24]。

## ゲーム内容
アイドル（カード）の収集と育成、リズムゲーム、ボイス付きのストーリーを組み合わせたゲーム内容となっている。

### スカウト
旧仕様ではSP（スタミナポイント）を消費してエリアを探索し、アイドルをスカウトしたり、経験値やゴールジュ（お金）を獲得する。ときおりアクションアイコンが出現し、これが消える前にタップするとSPやCP（カリスマポイント）が回復したり、フィーバータイムが発生してアイテムなどを入手したりできる。
2016年12月22日のアップデートでSPとCPがカリスマ（旧CP）に統合され、現在はカリスマを消費することでスカウトを行うことができる。このアップデートで通常スカウトのデザインも少し変更されている。
エリアごとにストーリーが用意されており、エリアのボスはそれぞれのストーリーでメインとなる登場人物である。ボスに勝利し、エリアをクリアしていくことでストーリーが進行する。

### アイドル育成
アイドル（カード）について
アイドルにはレアリティとタイプが設定されている。レアリティにはB（ブロンズ）・S（シルバー）・G（ゴールド）・G+（ゴールドプラス）・P（プラチナ）・BD（バースデー）の5種類があり、ランクアップするとそれぞれBS、SS、GS、GS+、PS、BDSとなる。タイプはボーカリスト・バラドル・モデル・プレイヤー・ダンサーの5種類があり、バトルやライブステージでタイプ相性によりステータス補正が加わる。このほかにも、カードごとにそれぞれステータスやスキルに特徴がある。
レッスン
ベースとなるアイドルに他のアイドルを合成することでレベルを上げてHPとATKを上昇させる「グループレッスン」や、同じアイドル2人を合成してランクアップさせる「スペシャルレッスン」を行う。
アイテムプロデュース
アイドルにアイテムを使用して、ポテンシャルゲージを上げる。ポテンシャルゲージが50％以上になるとタイプチェンジが可能になり、100％になるとリーダースキルを習得する。レアリティがGS・GS+・PSのアイドルは、上位タイプのゴッドボイス・コメディエンヌ・アクトレス・スタープレイヤー・トリックスターにチェンジできる。

### バトルステージ
最大9人のユニットを編成し、CP（カリスマポイント）を消費して、他の支配人（プレイヤー）とライブバトル（対戦）を行う。バトルに勝利すると経験値などを得られるほか、指定した「コレクトアイテム」を相手から奪うことができる。

### ライブステージ
最大9人のユニットを編成し、CP（カリスマポイント）を消費してリズムゲームをプレイする。クリアすると報酬として経験値やカードを得られるほか、参加したアイドルの「親密度」が上昇してステータスが強化される。親密度が最大になると特別報酬や会話イベントが発生する。

#### プレイ方法（新仕様・2017年11月〜）
7つのレーン上を流れてくるアイコンに対応した行動をする。アイコンは複数のレーンにまたがる場合もある。判定は、良い順に「PERFECT」「GREAT」「GOOD」「BAD」「MISS」の5種類で、GOOD以上でコンボが継続する。
リズムアイコン
青色のアイコン。判定ライン上に来たら対応するレーンをタップをする。リズムアイコンのうち、ピンク色のものは「アイドルアイコン」であり、スキルが発動される。
ロングアイコン
緑色の長く伸びたアイコン。始点でタップをしたあと、終点まで押し続ける。指を放す終点にも判定が存在する。レーン上を移動したり折り返すこともあり、その際にも判定が存在する場所がある。
フリックアイコン
オレンジ色のアイコン。判定ライン上に来たら左右どちらかにフリックをする。なお、単なるタップでは正しい位置でもGOOD判定になる。
スカイアイコン
ピンク色で上に伸びたアイコン。支点でタップしたあと、指を上に動かす。その後、終点まで押し続け、終点で下にフリックする。

#### プレイ方法（旧仕様）
画面の上部から流れてくる星形のアイコンが、画面下に表示されているタップポイントと重なったタイミングで画面内のL、R Touchをタップし、タイミングの良さやコンボ数によってスコアが上昇する。表示されるアイコンは3種類あり、それぞれタップする方法が異なる。
リズムアイコン
青色のアイコン。タップポイントと重なったタイミングで画面内のL、R Touchをタップする。
ロングアイコン
黄緑色のアイコン。アイコンが連なっていて、タップポイントに重なっている間、画面内のL、R Touchを長押しする。
同時アイコン
ピンク色のアイコン。2つ左右同時に出現する。タップポイントと重なったタイミングで画面内のL、R Touchをタップする。

### i-n-g
キャラクターのステータスを上昇する「プライベートレッスン」のためのコンテンツ。ここで上昇したステータスは、プライベートレッスンをしたキャラクターのカード全てに影響を及ぼす。キャラクターごとに「i-n-gレベル」が存在し、レベルアップをするとステータスがパーセンテージで上昇する。
プレイヤーにはプレイヤーレベルとは別に「総合i-n-gレベル」が存在し、これはキャラクター全員のプライベートレッスンの回数や最終判定によって上昇する。i-n-gレベルが特定値まで上昇すると、特定のストーリーが開放される。
特訓内容は、以下の5種類。それぞれに難易度「Easy」「Normal」「Hard」が存在し、最終的な判定によってキャラクターの経験値上昇が変動する。最終判定は「GOOD」「GREAT」「EXCELLENT」の3種類。
ボーカル
丸い判定ノートを上下に操作し、流れてくるアイコンに当たるようにする。判定ノートは、タップしている間は上昇、離している間は下降し、どこかで留まることはない。制限時間は存在しないが、楽曲「H-A-J-I-M-A-R-I-U-T-A!」のサビから後奏までが実質的な時間になる。
バラドル
画面上にアイコンが複数現れるので、それを一筆書きするように繋げる。ただし、指を途中で離したり、画面上を動く灰色の星に当たるとやり直しになる。制限時間が存在する。
モデル
画面上に矢印が書かれた吹き出しが出てくるので、それに対応して画面上を上下左右にフリックする。方向を誤るとタイムロスになる。制限時間が存在する。
プレイヤー
「色」と「記号」が異なる複数個のアイコンが存在するので、キャラクターが出した吹き出しの順にタップする。間違えるとタイムロスになる。制限時間が存在する。
ダンサー
画面上を円形に星のマークが周回するので、そのマークと判定になる星型が一致したときにタップする。制限時間は存在しないが、楽曲「COCORO☆MAGICAL」のサビから後奏までが実質的な時間になる。

### ソロステージ(2014/10/30のリニューアルにより廃止)
アイドルを1人選び、「ソロステージチケット」を消費してリズムゲームをプレイする。クリアすると選んだアイドルの「ファン数」と「親密度」が上昇し、そのアイドルのカードのステータスが強化されたり、会話イベントを見たりすることができる。
遊び方としては、画面の四方八方から飛んでくる星形のマーク（スター）が、表示されているアイコンと重なったタイミングで画面をタップし、タイミングの良さやコンボ数によってスコアが上昇する。表示されるスターは3種類あり、それぞれタップする方法が異なる。
ノーマルスター
オレンジ色のスター。アイコンと重なったタイミングでタップする。画面内のどこをタップしてもよい。
ロングスター
黄緑色のスター。2つの星が線でつながっていて、アイコンに重なっている間、画面を長押しする。画面内のどこを長押ししてもよい。
ジャストスター
紫色のスター。2つ同時に出現する。アイコンと重なったタイミングでタップする。他のスターとは異なり、アイコンが表示されている場所をタップする必要がある。

### イベント
通常のゲームモードの他に、期間限定のイベントが毎週順番に開催されている。イベント中にポイントを多く獲得することで、限定アイドルやオーディションチケット、プロデュースアイテムなどの報酬を得ることができ、さらにポイントランキング上位入賞者にはイベント終了後に追加報酬が配布される。
ライブステージイベント
ライブステージをプレイしてポイントと課題曲のハイスコアを競うイベント。期間中の土・日曜には、ライブステージに時間限定で出現するボーナス曲をプレイして育成用素材カードを入手できる「週末ヘビーローテーション」が開催されることもあった。2016年1月28日〜2月4日の「Go!Go!Le☆S☆Ca!!」以降は開催されていない。
Try The New Number!!
新曲実装と同時に開催される新ライブステージイベント。「Try-PT」というイベント専用消費ポイントを使って既存曲をプレイしたのち、集めたイベントアイテムを使用して新曲に挑戦する。既存曲プレイ時には「PANIC-TUNEルーレット」が出現し、アイコンの色や動きが変化したり、強制的に新曲をプレイさせられるなど特殊なライブステージが発生する。
レイドイベント
期間中のみ出現する専用エリアでスカウトを行い、ボスと戦って得たポイントを競うイベント。特定時間帯に低確率で出現するレアボスは桁外れの強さを持つが「高性能マイク」を使用して攻撃することでポイントを大量に獲得できる。
VS B-A-T-T-L-I-V-E-!!
リアルタイムで他の支配人とライブステージによる対戦を行うイベント。楽曲と対戦相手がランダムで選ばれたあと、イベント専用消費ポイント「ホロリウム」の使用数を決定すれば対戦開始となる。対戦相手とのマッチング時、低確率でレアライバルが乱入してくる場合があり、これに勝てば通常の約3倍のポイントを得られる。
Tokyo 7th パフォーマッチ!!!
ボーカリスト、バラドル、モデル、プレイヤー、ダンサーの5つのチームのいずれかに所属し、他チームの支配人と対戦して個人の累計ポイントとチーム全体の合計ポイントを競うイベント。対戦は通常のバトルステージと異なる特殊なルールで行われ、1戦ごとにイベント専用消費ポイント「P-ENERGY」を使用する。

## 世界観
別の歴史を辿った2030年以降の地球が舞台。
日本の都道府県名や後述の様に人名が片仮名となっている。
また、テクノロジーが大きく発展しており、立体映像や飛行可能なドーム型巨大建築物なども存在している。

## 主な登場人物

### スリーセブン
二代目支配人
声 - なし
年齢：？ / 誕生日：？ / 血液型：？
プレイヤーの分身。
第2のセブンスシスターズを作り出すという夢を抱いてスリーセブンに就職した。アイドルにふさわしい女の子が現れないことに落ち込んでいた矢先、初代支配人によって強引に二代目に任命され、アイドル候補生のスカウトとプロデュースを始める。
六咲コニー（ろくさき こにー）
声 - 水瀬いのり
年齢：19歳 / 誕生日：7月7日（かに座） / 身長：159cm / 体重：45kg / スリーサイズ：B85・W56・H78 / 血液型：O型 / 所属：マネージャー
敏腕ジャーマネを自称する女性で、突如、支配人の前に現れる。特技は好きな夢を自由に見られること、好きな物は友達とドーナツ。
常にテンションの高い変人だが、強引にアイドル原石をスカウトしたり、時にはアイドル候補生たちの相談役になったりと、支配人をサポートする心強い味方。
実は消息不明と思われるある人物に関係しており、主人公以外の大半の人物がそのことを知っているものの、主人公がそれをばらす、もしくは思い出そうとすることをよく思っていない。
初代支配人
声 - 藤原啓治
年齢：？ / 誕生日：？ / 血液型：？
スリーセブンの先代支配人。自称・ジゴロ。
ある日突然仕事をプレイヤーとコニーに押しつけ、旅に出てしまう。

### ナナスタシスターズ
春日部ハル（かすかべ はる）
声 - 篠田みなみ
年齢：16歳 / 誕生日：4月16日（おひつじ座） / 身長：157cm / 体重：46kg / スリーサイズ：B85・W56・H78 / 血液型：A型 / タイプ：ボーカリスト / 所属：高校生 / ユニット：777☆SISTERS、WITCH NUMBER 4、はる☆ジカ（ちいさな）
歌うこととお掃除が大好きな、元気いっぱいの女の子で、清掃員のバイトとしてナナスタに来た。過去に別の事務所でアイドルとして活動していたが、その時の失敗を引きずっていた。
天堂寺ムスビ（てんどうじ むすび）
声 - 高田憂希
年齢：16歳 / 誕生日：7月13日（かに座） / 身長：162cm / 体重：47kg / スリーサイズ：B80・W56・H83 / 血液型：A型 / タイプ：ボーカリスト / 所属：高校生、生徒会 / ユニット：777☆SISTERS、NI+CORA
お嬢様学校聖コルシカ学園に通う、容姿端麗・頭脳明晰な生徒会長。特技は落ちものゲーム、好きな物は焼きそばパン。
自分の歌声にコンプレックスを抱いている。
角森ロナ（つのもり ろな）
声 - 加隈亜衣
年齢：16歳 / 誕生日：5月20日（おうし座） / 身長：147cm / 体重：39kg / スリーサイズ：B78・W53・H76 / 血液型：A型 / タイプ：バラドル / 所属：高校生、アルバイト / ユニット：777☆SISTERS、WITCH NUMBER 4
ドーナツチェーン「ビバドーナツ」でバイトをしている女の子。特技はお手玉、好きな物はニコさまと動物。
引っ込み思案で泣き虫。七咲ニコルの大ファンで、自分もニコルのような、みんなを元気付けられるようなアイドルになりたいと思っている。
2014年の大型アップデートの時点では、少し顔が売れていたものの、その自覚に欠けていた。
野ノ原ヒメ（ののはら ひめ）
声 - 中島唯
年齢：16歳 / 誕生日：8月8日（しし座） / 身長：152cm / 体重：40kg / スリーサイズ：B77・W55・H78 / 血液型：O型 / タイプ：プレイヤー / 所属：高校生 / ユニット：777☆SISTERS、WITCH NUMBER 4
下町の老舗「野ノ原豆腐店」の看板娘。特技は早弁と配達、好きな物は妹、弟、夕暮れの河川敷。
幼い頃に母親が他界し、現在は父親と弟と妹の4人で暮らしている。
金髪碧眼で華奢な身体つきと、可愛らしい外見をしている。父親の口真似で男性的な口調をしているが、内心では女の子らしくありたいと考えている。
芹沢モモカ（せりざわ ももか）
声 - 井澤詩織
年齢：15歳 / 誕生日：1月1日（やぎ座） / 身長：144cm / 体重：37kg / スリーサイズ：B78・W53・H78 / 血液型：AB型 / タイプ：バラドル / 所属：高校生 / ユニット：777☆SISTERS、WITCH NUMBER 4
ナナスタシスターズの一員。グータラでわがままだが、皆のやる気をそぐようなことはしない。
なんでもそつなくこなす天才肌なのだが、すぐに飽きてしまうため、定期的に「スポルギー」を注入しなければならない。アニメとチューバックスが大好き。
「EPISODE 5.0」の時点では24歳であり、ナナスタの『2代目』ジャーマネを務めている。
臼田スミレ（うすた すみれ）
声 - 清水彩香
年齢：17歳 / 誕生日：9月8日（おとめ座） / 身長：160cm / 体重：45kg / スリーサイズ：B84・W53・H75 / 血液型：O型 / タイプ：モデル / 所属：高校生 / ユニット：777☆SISTERS、SiSH、SU♡SUTA（きゅうとな)
今時のギャル風女子高生。特技は料理、好きな物はカラオケとメロンソーダ。
ギャルに見える外見とは裏腹に、気遣いの出来る優しい女の子。「スミレ」と呼ばれることに抵抗を持っている。
神城スイ（かみしろ すい）
声 - 道井悠
年齢：16歳 / 誕生日：2月22日（うお座） / 身長：156cm / 体重：46kg / スリーサイズ：B81・W56・H80 / 血液型：B型 / タイプ：ダンサー / 所属：高校生、水泳部 / ユニット：777☆SISTERS、SiSH
爽やかでボーイッシュな水泳少女。特技は400メートル個人メドレー、好きな物は練習後のアイス。
極度の男性アレルギーで、男性に触られると殴ってしまう。「王子様」を目指している。
久遠寺シズカ（くおんじ しずか）
声 - 今井麻夏
年齢：17歳 / 誕生日：7月20日（かに座） / 身長：165cm / 体重：48kg / スリーサイズ：B85・W54・H80 / 血液型：O型 / タイプ：モデル / 所属：高校生、弓道部 / ユニット：777☆SISTERS、SiSH
世界屈指の資産家であり、名家「久遠寺」の末娘。特技は弓道と茶道、好きな物は御園尾マナと夏の避暑地。
文武両道を地で行くが、世間知らずなお嬢様。御園尾マナとは親しい仲で、アイドルに興味を持っている。
アレサンドラ・スース
声 - 大西沙織
年齢：14歳 / 誕生日：10月17日（てんびん座） / 身長：161cm / 体重：47kg / スリーサイズ：B85・W53・H80 / 血液型：B型 / タイプ：ダンサー / 所属：留学生 / ユニット：777☆SISTERS、NI+CORA、SU♡SUTA（きゅうとな）
セブンスシスターズの大ファンで、日本国外から来日した。日本語を流暢に話す。スカウトを愛の告白と勘違いし、支配人を「ダーリン」と呼ぶ。実年齢は14歳だがスタイルはよい。
晴海サワラ（はるみ さわら）
声 - 中村桜
年齢：19歳 / 誕生日：4月1日（おひつじ座） / 身長：164cm / 体重：50kg / スリーサイズ：B84・W58・H80 / 血液型：B型 / タイプ：バラドル / 所属：大学生 / ユニット：777☆SISTERS、サンボンリボン
老舗魚屋「魚晴」の看板娘三姉妹の長女で、妹達を大切に思っている。おかしな発言が多い。突然、ナナスタに勝負をしかけにやってくる。
晴海カジカ（はるみ かじか）
声 - 高井舞香
年齢：14歳 / 誕生日：2月14日（みずがめ座） / 身長：148cm / 体重：38kg / スリーサイズ：B79・W53・H77 / 血液型：B型 / タイプ：ボーカリスト / 所属：中学生、合唱部 / ユニット：777☆SISTERS、サンボンリボン
老舗魚屋「魚晴」の看板娘三姉妹の次女。特技はお菓子作り、好きな物は合唱会。
元気が良く、礼儀正しく、面倒見が良いのだが、どこかうっかりしている。姉のサワラには言い包められたり、振り回されたりしている。
晴海シンジュ（はるみ しんじゅ）
声 - 桑原由気
年齢：10歳 / 誕生日：8月28日（おとめ座） / 身長：134cm / 体重：32kg / スリーサイズ：B71・W48・H70 / 血液型：A型 / タイプ：プレイヤー / 所属：小学生 / ユニット：777☆SISTERS、サンボンリボン、コドモ連合
老舗魚屋「魚晴」の看板娘三姉妹の三女。特技は経理、好きな物はカエルグッズ集め。
末っ子にも関わらず、一番しっかりしており、現実主義者でもある。姉二人からはシィちゃんと呼ばれている。
「EPISODE 5.0」の時点では19歳であり、「SEASON OF LOVE」の一人として活動している。
川澄シサラ（かわすみ しさら）
声 - 末柄里恵
年齢：18歳 / 誕生日：6月29日（かに座） / 身長：168cm / 体重：48kg / スリーサイズ：B80・W56・H83 / 血液型：A型 / タイプ：モデル / 所属：大学生 / ユニット：CASQUETTE'S
応募総数20万通の中から『Tokyo 7th シンデレラガール2033』に選ばれた18歳。特技はどこでも寝られること、好きな物はカフェでのんびりすること。
上杉・ウエバス・キョーコ（うえすぎ うえばす きょーこ）
声 - 吉井彩実→井上ほの花
年齢：16歳 / 誕生日：8月14日（しし座） / 身長：146cm / 体重：45kg / スリーサイズ：B89・W55・H88 / 血液型：B型 / タイプ：ボーカリスト / 所属：高校生 / ユニット：Le☆S☆Ca
本人曰く、特技は「アンタにはあんの?」、好きな物は「ホラー映画、がキライ!」。
二川ミミ（ふたがわ みみ）
声 - 齋藤綾
年齢：20歳 / 誕生日：10月15日（てんびん座） / 身長：166cm / 体重：51kg / スリーサイズ：B87・W58・H89 / 血液型：B型 / タイプ：バラドル / 所属：大学生 / ユニット：CASQUETTE'S
特技は人の誕生日を忘れないこと、好きな物は国内旅行とドライブ。
瀬戸ファーブ（せと ふぁーぶ）
声 - 広瀬ゆうき
年齢：17歳 / 誕生日：9月30日（てんびん座） / 身長：165cm / 体重：46kg / スリーサイズ：B82・W55・H83 / 血液型：A型 / タイプ：プレイヤー / 所属：高校生、軽音部 / ユニット：The QUEEN of PURPLE
音楽好きの少女。特技はトランプ、好きな物は音楽、夏フェス、お祭り。
桂木カヅミ（かつらぎ かづみ）
声 - 立花理香
年齢：18歳 / 誕生日：8月2日（しし座） / 身長：166cm / 体重：47kg / スリーサイズ：B88・W53・H77 / 血液型：B型 / タイプ：モデル / 所属：高校生、図書委員
読書好きの少女。特技はフランス詩学、好きな物は図書室のカーテン。
荒木レナ（あらき れな）
声 - 藤田茜→飯塚麻結
年齢：16歳 / 誕生日：3月21日（おひつじ座） / 身長：158cm / 体重：45kg / スリーサイズ：B78・W54・H77 / 血液型：A型 / タイプ：ダンサー / 所属：高校生、陸上部 / ユニット：Le☆S☆Ca
ある学校の陸上部員。特技は走り高跳び、好きな物は美術館巡りとカラータイツ。
西園ホノカ（にしぞの ほのか）
声 - 植田ひかる
年齢：17歳 / 誕生日：5月28日（ふたご座） / 身長：162cm / 体重：48kg / スリーサイズ：B83・W56・H85 / 血液型：O型 / タイプ：ダンサー / 所属：高校生、茶道部 / ユニット：Le☆S☆Ca
可憐なお嬢様。特技は寝坊、好きな物はとんこつラーメン。
玉坂マコト（たまさか まこと）
声 - 山崎エリイ
年齢：14歳 / 誕生日：3月14日（うお座） / 身長：156cm / 体重：43kg / スリーサイズ：B75・W53・H77 / 血液型：B型 / タイプ：ボーカリスト / 所属：中学生、手芸部 / ユニット：Ci+LUS
特技はお弁当作り、好きな物は支配人と子猫。
男嫌いだが支配人には懐いている。いわゆるヤンデレ。
榎並マドカ（えなみ まどか）
声 - 藤井アユ美
年齢：13歳 / 誕生日：9月4日（おとめ座） / 身長：136cm / 体重：36kg / スリーサイズ：B72・W49・H75 / 血液型：A型 / タイプ：プレイヤー / 所属：中学生、吹奏楽部 / ユニット：七花少女
気弱な女の子。特技はホルン、好きな物は犬とお散歩。
前園リシュリ（まえぞの りしゅり）
声 - ルゥティン
年齢：17歳 / 誕生日：9月26日（てんびん座） / 身長：155cm / 体重：44kg / スリーサイズ：B76・W53・H78 / 血液型：B型 / タイプ：バラドル / 所属：高校生、衣服同好会 / ユニット：七花少女
大阪生まれの少女。特技は服作り、好きな物はエリンギのお味噌汁。
堺屋ユメノ（さかいや ゆめの）
声 - 山本彩乃
年齢：18歳 / 誕生日：1月28日（みずがめ座） / 身長：163cm / 体重：52kg / スリーサイズ：B92・W59・H89 / 血液型：O型 / タイプ：プレイヤー / 所属：高校生、漫画同好会 / ユニット：The QUEEN of PURPLE
特技は同人活動、好きな物は女子と漫画を描くこと。
ターシャ・ロマノフスキー
声 - 高岸美里亜
年齢：12歳 / 誕生日：11月15日（さそり座） / 身長：138cm / 体重：35kg / スリーサイズ：B72・W50・H73 / 血液型：AB型 / タイプ：モデル / 所属：留学生 / ユニット：コドモ連合
北国から来日した少女。特技は讃美歌合唱、好きな物は雪とオレンジの街灯。
「EPISODE 5.0」の時点では21歳であり、「SEASON OF LOVE」の一人として活動している。
ジェダ・ダイヤモンド
声 - 伊波杏樹
年齢：17歳 / 誕生日：9月19日（おとめ座） / 身長：160cm / 体重：48kg / スリーサイズ：B82・W54・H84 / 血液型：O型 / タイプ：ダンサー / 所属：留学生
明るい性格の留学生。特技は三味線、好きな物はヌードルとオリガミ。
夜舞サヲリ（やまい さをり）
声 - 稲川英里
年齢：14歳 / 誕生日：10月29日（さそり座） / 身長：157cm / 体重：45kg / スリーサイズ：B79・W56・H77 / 血液型：A型 / タイプ：バラドル / 所属：中学生 / ユニット：七花少女
特技は傷の治りがすっごく早いこと、好きな物はバスに乗ること。
雲巻モナカ（くもまき もなか）
声 - 桜木アミサ
年齢：17歳 / 誕生日：5月4日（おうし座） / 身長：152cm / 体重：41kg / スリーサイズ：B73・W54・H77 / 血液型：O型 / タイプ：バラドル / 所属：フリーター / ユニット：七花少女
特技は特になし、好きな物はショッピング。
逝橋エイ（ゆくはし えい）
声 - M・A・O
年齢：16歳 / 誕生日：6月8日（ふたご座） / 身長：164cm / 体重：47kg / スリーサイズ：B82・W56・H77 / 血液型：A型 / タイプ：バラドル / 所属：高校生、実家の神社
特技は霊媒になること、好きな物は神社のひんやりした空気。
三森マツリ（みもり まつり）
声 - 巽悠衣子
年齢：21歳 / 誕生日：10月9日（てんびん座） / 身長：151cm / 体重：38kg / スリーサイズ：B72・W53・H76 / 血液型：O型 / タイプ：ダンサー / 所属：フリーター / ユニット：The QUEEN of PURPLE
特技はゲームならなんでも、好きな物はメダル集め。
白鳥トモエ（しらとり ともえ）
声 - 宝木久美
年齢：16歳 / 誕生日：12月24日（やぎ座） / 身長：148cm / 体重：37kg / スリーサイズ：B77・W49・H77 / 血液型：O型 / タイプ：バラドル / 所属：高校生、帰宅部 / ユニット：七花少女
特技は世界史、好きな物はサボテン。
逢原ミウ（あいはら みう）
声 - 高野麻里佳
年齢：16歳 / 誕生日：4月8日（おひつじ座） / 身長：159cm / 体重：47kg / スリーサイズ：B82・W56・H80 / 血液型：B型 / タイプ：プレイヤー / 所属：高校生、ラクロス部 / ユニット：七花少女
特技はラクロス、好きな物は甘いお菓子。
シャオ・ヘイフォン
声 - 森千早都
年齢：15歳 / 誕生日：4月30日（おうし座） / 身長：166cm / 体重：46kg / スリーサイズ：B83・W54・H81 / 血液型：AB型 / タイプ：ダンサー / 所属：留学生、拳法部 / ユニット：七花少女
特技は拳法と書道、好きな物はチンジャオロース。
星柿マノン（ほしがき まのん）
声 - 山岡ゆり
年齢：8歳 / 誕生日：11月9日（さそり座） / 身長：133cm / 体重：31kg / スリーサイズ：B65・W47・H60 / 血液型：O型 / タイプ：ダンサー / 所属：小学生 / ユニット：コドモ連合
特技は魔法、好きな物はアニメを見ること。
「EPISODE 5.0」の時点では17歳であり、「SEASON OF LOVE」の一人として活動している。

鳳チャチャ（おおとり ちゃちゃ）
声 - 大地葉
年齢：19歳 / 誕生日：11月1日（さそり座） / 身長：167cm / 体重：48kg / スリーサイズ：B81・W53・H78 / 血液型：B型 / タイプ：モデル / 所属：実家の古書堂 / ユニット：CASQUETTE'S
特技は暗記、好きな物は紅茶、帽子、古書堂巡り。
越前ムラサキ（えちぜん むらさき）
声 - 野村麻衣子
年齢：18歳 / 誕生日：10月1日（てんびん座） / 身長：161cm / 体重：48kg / スリーサイズ：B87・W52・H76 / 血液型：A型 / タイプ：ボーカリスト / 所属：高校生 / ユニット：The QUEEN of PURPLE
特技はジャズボーカル、好きな物はペディキュア。
浅見ミワコ（あざみ みわこ）
声 - 優木かな
年齢：22歳 / 誕生日：2月5日（みずがめ座） / 身長：158cm / 体重：53kg / スリーサイズ：B95・W58・H82 / 血液型：O型 / タイプ：ボーカリスト / 所属：大学生、家庭教師 / ユニット：CASQUETTE'S
特技は人に教えること、好きな物はグラムロック。
折笠アユム（おりかさ あゆむ）
声 - 田中美海
年齢：15歳 / 誕生日：11月29日（いて座） / 身長：154cm / 体重：42kg / スリーサイズ：B80・W56・H77 / 血液型：O型 / タイプ：モデル / 所属：高校生、アルバイト / ユニット：Ci+LUS
特技はネットサーフィン、好きな物は虹色、コスプレ、メイドさん。
有栖シラユキ（ありす しらゆき）
声 - 北奈つき
年齢：7歳 / 誕生日：12月11日（いて座） / 身長：132cm / 体重：33kg / スリーサイズ：B70・W49・H78 / 血液型：A型 / タイプ：モデル / 所属：小学生 / ユニット：コドモ連合
特技は漢字テスト、好きな物はりんごと晴れの日。
「EPISODE 5.0」の時点では16歳であり、「SEASON OF LOVE」の一人として活動している。

### セブンスシスターズ
七咲ニコル（ななさき にこる）
声 - 水瀬いのり
年齢：17歳（2032年時） / 誕生日：7月7日（かに座） / 身長：159cm / 体重：44kg / スリーサイズ：B84・W55・H77 / 血液型：O型 / タイプ：ボーカリスト
セブンスシスターズのリーダーで、解散から2年経った今も消息が掴めていない。特技は好きな夢が自由に見られること、好きな物は友だちとドーナツ。

羽生田ミト（はにゅうだ みと）
声 - 渕上舞
年齢：17歳（2032年時） / 誕生日：10月31日（さそり座） / 身長：158cm / 体重：43kg / スリーサイズ：B80・W55・H76 / 血液型：A型 / タイプ：ボーカリスト
笑わない氷の歌姫の異名を持つ。ニコルとは幼稚園からの幼馴染。特技は歌、好きな物は歌と豆腐。

御園尾マナ（みそのお まな）
声 - 前田玲奈
年齢：18歳（2032年時） / 誕生日：5月12日（おうし座） / 身長：164cm / 体重：51kg / スリーサイズ：B94・W59・H86 / 血液型：B型 / タイプ：プレイヤー
世界屈指の大財閥「御園尾コンツェルン」の一人娘。特技は新体操とピアノ、好きな物は温泉めぐりと卓球。

寿クルト（ことぶき くると）
声 - 黒瀬ゆうこ
年齢：14歳（2032年時） / 誕生日：12月4日（いて座） / 身長：156cm / 体重：45kg / スリーサイズ：B83・W57・H78 / 血液型：O型 / タイプ：ダンサー
セブンスのトリックスター。特技はクルトキック、好きな物はトランポリン。
サーカス育ちで、いつもお腹を空かせている。
若王子ルイ（わかおうじ るい）
声 - 川﨑芽衣子
年齢：18歳（2032年時） / 誕生日：1月6日（やぎ座） / 身長：171cm / 体重：51kg / スリーサイズ：B83・W54・H78 / 血液型：A型 / タイプ：モデル
メンバーの最年長で、王子様のような雰囲気を持つ。特技はロードレーサー、好きな物はこたつとみかん。
セブンスで一番の常識人。普段はジャージを着ている。
遊佐メモル（ゆさ めもる）
声 - 辻あゆみ
年齢：16歳（2032年時） / 誕生日：3月3日（うお座） / 身長：140cm / 体重：36kg / スリーサイズ：B76・W50・H80 / 血液型：AB型 / タイプ：バラドル
ラブラブラブリーメモルン。特技はお料理。裏表があり、好きな物にファンのみんなを挙げる一方、その実態は悪巧みとお金儲けを好む。

### 4U
佐伯ヒナ（さえき ひな）
声 - 長縄まりあ
年齢：16歳 / 誕生日：6月30日（かに座） / 身長：143cm / 体重：52kg / スリーサイズ：B85・W64・H83 / 血液型：O型 / タイプ：プレイヤー / 所属：亜麻百合高等学校軽音部
4Uのリーダー兼ドラム担当。特技はドラム演奏、好きな物はポップコーン。
鰐淵エモコ（わにぶち えもこ）
声 - 吉岡茉祐
年齢：16歳 / 誕生日：9月22日（おとめ座） / 身長：157cm / 体重：43kg / スリーサイズ：B83・W54・H82 / 血液型：A型 / タイプ：プレイヤー / 所属：亜麻百合高等学校軽音部
4Uのベース・ボーカル担当。特技は人を無視すること、好きな物は爬虫類。
九条ウメ（くじょう うめ）
声 - 山下まみ
年齢：16歳 / 誕生日：8月30日（おとめ座）  / 身長：156cm / 体重：43kg / スリーサイズ：B88・W57・H80/ 血液型：B型 / タイプ：ボーカリスト / 所属：亜麻百合高等学校軽音部
4Uのギター・ボーカル担当。特技はギターボーカル、好きな物はコスメグッズ集め。

### KARAKURI
空栗ヒトハ / フタバ（からくり ひとは/ふたば）
声 - 秋奈
年齢：13歳 / 誕生日：12月31日（やぎ座）/ 身長：153cm / 体重：42kg / スリーサイズ：B79・W49・H78 / 血液型：AB型 / タイプ：ボーカリスト / 所属：中学生
双子のユニット。特技はテレパシーとユニゾンダンス、好きな物はお互い。

### AXiS
「EPISODE 4.0 AXiS」から登場するユニット。
天神 ネロ（あまがみ ねろ）
声 - 水瀬いのり
誕生日：6月6日（ふたご座）/ 身長：161cm / 体重：47kg / スリーサイズ：B83・W56・H77 / 血液型：B型
比嘉 アグリ（ひが あぐり）
声 - 渕上舞
誕生日：3月25日（おひつじ座）/ 身長：158cm / 体重：43kg / スリーサイズ：B77・W53・H80 / 血液型：AB型
蓬莱 タキ（ほうらい たき）
声 - 川﨑芽衣子
誕生日：12月15日（いて座）/ 身長：172cm / 体重：54kg / スリーサイズ：B81・W57・H85 / 血液型：O型
志摩 サビナ（しま さびな）
声 - 前田玲奈
誕生日：10月4日（てんびん座）/ 身長：165cm / 体重：52kg / スリーサイズ：B92・W59・H86 / 血液型：B型
鹿込 オト（ししごめ おと）
声 - 黒瀬ゆうこ
誕生日：5月1日（おひつじ座）/ 身長：153cm / 体重：41kg / スリーサイズ：B74・W53・H78 / 血液型：A型
帝塚 セネカ（てづか せねか）
声 - 辻あゆみ
誕生日：1月24日（みずがめ座）/ 身長：155cm / 体重：43kg / スリーサイズ：B79・W54・H77 / 血液型：B型

### ナナスタW
奈々星 アイ（ななほし あい）
声 - 天希かのん
年齢：18歳 / 誕生日：10月10日（てんびん座） / 身長：155cm / 体重：45kg / スリーサイズ：B80・W56・H82 / 血液型：A型 / ユニット：Asterline
特技は早着替え、好きな物はお祭りと入浴。
一ノ瀬 マイ（いちのせ まい）
声 - 星ノ谷しずく
年齢：16歳 / 誕生日：7月18日（かに座） / 身長：151cm / 体重：44kg / スリーサイズ：B73・W57・H78 / 血液型：AB型 / ユニット：Asterline
特技は長距離走とスクラップ帳作り、好きな物はお母さんの作ってくれたカレー。
朝凪 シオネ（あさなぎ しおね）
声 - 山田麻莉奈
年齢：17歳 / 誕生日：2月12日（みずがめ座） / 身長：154cm / 体重：45kg / スリーサイズ：B72・W57・H83 / 血液型：B型 / ユニット：Asterline
特技は紹介された趣味に次々ハマる、好きな物は味のあまりしないもの。

### Stella MiNE
星影 アイ（ほしかげ あい）
声 - 天希かのん
年齢：18歳 / 誕生日：10月10日（てんびん座） / 身長：155cm / 体重：45kg / スリーサイズ：B80・W56・H82 / 血液型：A型 / ユニット：Stella MiNE
特技は早着替え、好きな物はお祭りと入浴。
月代 ユウ（つきしろ ゆう）
声 - 天野聡美
年齢：18歳 / 誕生日：11月11日（さそり座） / 身長：159cm / 体重：45kg / スリーサイズ：B77・W57・H80 / 血液型：AB型 / ユニット：Stella MiNE
特技はホロコンでのゲームプレイ、好きな物はコーヒー。

### Roots.
月代 ユウ（つきしろ ゆう）
声 - 天野聡美
年齢：18歳 / 誕生日：11月11日（さそり座） / 身長：159cm / 体重：45kg / スリーサイズ：B77・W57・H80 / 血液型：AB型 / ユニット：Roots.
特技はホロコンでのゲームプレイ、好きな物はコーヒー。
タン・シヨン
声 - 橘一花
年齢：18歳 / 誕生日：6月19日（ふたご座） / 身長：165cm / 体重：47kg（公称） / スリーサイズ：B81・W57・H80 / 血液型：O型 / ユニット：Roots.
特技は家事全般、好きな物はお菓子作り。
フラナ・リン
声 - 長谷川玲奈
年齢：15歳 / 誕生日：12月18日（射手座） / 身長：144cm / 体重：39kg / スリーサイズ：B78・W53・H78 / 血液型：O型 / ユニット：Roots.
特技は音楽制作、好きな物はフルーツを食べる。

### LuSyDolls
恋渕 カレン（こいぶち かれん）
声 - 七海こころ
年齢：17歳 / 誕生日：5月9日（おうし座） / 身長：148cm / 体重：39kg / スリーサイズ：B73・W53・H77 / 血液型：B型 / ユニット：RiPoP
特技はSNSを使いこなす、竹馬、好きな物はエナジードリンク。
一ノ瀬 ミオリ（いちのせ みおり）
声 - 小茅楓
年齢：14歳 / 誕生日：1月15日（やぎ座） / 身長：153cm / 体重：42kg / スリーサイズ：B79・W55・H78 / 血液型：AB型 / ユニット：RiPoP
特技はなわとび、習い事、好きな物はかわいいバンドエイド集め、完全栄養食。

### その他の登場人物
姫宮 ソル（ひめみや そる）
声 - 川﨑芽衣子
年齢：29歳 / 身長：173cm / 体重：54kg
「EPISODE 5.0 -Fall in Love-」で登場。海外で『人攫いのSOL』と呼ばれる実業家。出自・外見・年齢・性別さえも不明と噂される。
四ツ倉 ナツミ（よつくら なつみ）
声 - 柳原かなこ
年齢：?歳 / 誕生日：?月?日 / 身長：?cm / 体重 ：?kg / スリーサイズ：? / 血液型：?型 / 所属：ドリーム★エイジ
「EPISODE 6.0 FINAL -Someday, I'll walk on the Rainbow...-」で登場。ドリーム★エイジ所属アイドルの研究生。ハルに憧れてアイドルを目指した。
千里 ユウコ（せんり ゆうこ）
声 - ?
年齢：?歳 / 誕生日：?月?日 / 血液型：?型
「シャル・レイ・ダンス？」でのみ登場。モブキャラで唯一声が当てられている。

## EPISODE（シナリオエピソード）
各キャラクター、各ユニットのエピソードが閲覧できる。メインエピソード、サブエピソード、イベントエピソードの全3種から構成されている。

メインエピソード
「X.0」「X.5」など、ナンバリングと時系列がリンクして公開されている。ナンバリングが進むごとにゲーム内のキャラクターも各々の成長を遂げている。2019年4月18日に公開された「EPISODE4.0 AXiS」ではシナリオ内に初の動画演出も実装されており、以降2019年10月17日に公開された「EPISODE 0.7 -Melt in the Snow-」でも動画演出は使用されている。
全EPISODEを通して、茂木伸太郎が監督・シリーズ構成・脚本・脚本監修を行っている。
■EPISODE 0.0〜
・EPISODE Seventh
「セブンシスターズ」メンバー6人それぞれのキャラクター、メンバー間でのプライベートなやりとりの一面を見ることができる。最終話の「幕間〜とある楽屋の一部始終〜」では『セブンスシスターズ』結成のルーツとなる一幕が描かれている。
■ EPISODE 0.7 -Melt in the Snow-
2019年10月17日公開。2031年冬、大停電の夜＜セブンスストライク＞から一年余りが経ち、『セブンスシスターズ』の活躍は世界各国からも注目され、絶頂期を迎えるが、早すぎる市場の拡大は彼女たちの心を静かに曇らせていた。そして、2032年「セブンスシスターズ」は解散する。
監督・脚本・演出・画コンテ：茂木伸太郎
音楽：岡ナオキ
■EPISODE 1.0〜
・EPISODE 1.0
「777☆SISTERS」メンバー12人それぞれがナナスタのアイドルとなる、出会いの物語。
・EPISODE 1.5
「777☆SISTERS」メンバー12人を除いた、現在ナナスタに所属するアイドル26名それぞれのキャラクターを深堀りした物語。
・EPISODE 4U
「777☆SISTERS」のライバルであるガールズロックバンドユニット「4U」の結成秘話が語られている。ある日、支配人とロナは4Uの偵察に行ったところ、当人たちに発見され捕まる。4Uのメンバー・ウメは駆け付けたコニーらの前で「セブンスシスターズの解散でアイドルは終わった。所詮アイドルなんてその程度だったんだ」と吐き捨てる。
・EPISODE KARAKURI
「777☆SISTERS」のライバルである双子の姉妹によるユニット「KARAKURI」の物語。ある日、支配人とコニーは何者かからエッグホール2034へ来いというメールを受ける。一行が向かった先で突如ホロコンがハッキングされ、「KARAKURI」が現れる。「アイドルなんて、マガイモノ」と言う2人にに新生ナナスタシスターズが立ち向かう。
■ EPISODE 2.0〜
・EPISODE 2.0
『777☆SISTERS』とその派生ユニット『WITCH NUMBER 4』『SiSH』『NI+CORA』『サンボンリボン』の物語。結成して間もない彼女たちの成長と絆のエピソードが語られている。
・EPISODE 2.5
ナナスタのアイドル全38名それぞれのキャラクターを深堀りした物語。
・EPISODE KARAKURI
「KARAKURI」の物語。ある日、Tokyo-7thで開催される最大級規模の音楽イベント「7thグラフェス」に参加することとなった「777☆SISTERS」と「KARAKUR」、合同レッスンを行うなど、お互いに切磋琢磨してライバル関係をより深めていく。
■ EPISODE 3.0〜
・EPISODE 3.0
「777☆SISTERS」「WITCH NUMBER 4」「SiSH」「NI+CORA」「サンボンリボン」「はる☆ジカ(ちいさな)」「Le☆S☆Ca」「The QUEEN of PURPLE」「4U」「KARAKURI」「Ci+LUS」「セブンスシスターズ」「CASQUETTE'S」「七花少女」それぞれのユニットの物語。また、「セブンスシスターズ」のエピソードとなる「スマイル」は時系列的に0.0〜0.7に位置するとされている。
EPISODE3.0 セブンスシスターズ「スマイル」
監督・脚本：茂木伸太郎
音楽：岡ナオキ
・EPISODE 3.5
ナナスタのアイドル全38名それぞれのキャラクターを深堀りした物語。
■ EPISODE 4.0 AXiS
2019年4月18日公開。「777☆SISTERS」と6人組アイドル「AXiS」の対決を描いた物語。
監督・ストーリー・演出・画コンテ：茂木伸太郎
脚本：茂木伸太郎、宍戸義孝
音楽：岡ナオキ
■ EPISODE 5.0 -Fall in Love-
ゲーム冒頭から9年後の2043年を描いたシナリオ。ナナスタでアイドルユニット「コドモ連合」として活動していた有栖シラユキ、星柿マノン、ターシャ・ロマノフスキー、晴海シンジュの4人は成長し、「SEASON OF LOVE」として活動していた。
■ EPISODE 6.0 FINAL -Someday, I'll walk on the Rainbow...-
ゲーム冒頭から2年後の2036年を描いたシナリオ。進級したアイドルたちの目の前に、新たな敵が現れる。
サブエピソード
各キャラクターの短い個別エピソードが閲覧できる。旧「メール」。旧「スカウト」にて、過去に実装されていたエピソード。2017年3月23日の大型アップデートにより「メール」から「SHORT MESSAGE」に名称が変更され、同時に「エピソードキー」を使用しての解放が可能になった。
イベントエピソード
過去イベント時や時節ごとに公開されていた期間限定のエピソードが閲覧できる。2016年1月28日のバージョンアップにより、「エピソードキー」のアイテムが導入され、これまでは不可能であった、過去の未読のイベントエピソードの解放が可能となった。

## 開発
本作は、茂木伸太郎が企画し、モバイルゲーム『単車の虎』で知られるDonutsが開発したコンピュータゲームである。
本作は当初からソーシャルゲームの企画としてたてられたのではなく、新規コンテンツとしてによって立案された。
茂木は「どのような形であろうと、ちゃんと人の脳と心に届くような作品を作りたい」という考えから、全体的な統一性を保ちつつ、一つの意志のもとで、会社を超えたチームを組んだ制作するという開発体制をとり、自身もゲームとコンテンツの開発に携わっている。
美少女もの・アイドルものであることも自身から提示した企画ではなく、「美少女もの」で、という与えられた題材の中で心を揺さぶる人間模様を描きたいと考え、制作していった作品。。
配信当初は「まずはコンテンツが受け入れられる様子をみたい」というDonutsの代表取締役・西村啓成の意向から課金の要素は取り入れられなかったが、ユーザーからの要望を受け、2014年10月に施行された大型リニューアルに合わせて課金要素が導入された。

### キャラクター設定
茂木は電撃オンラインとのインタビューの中で「伝説的アイドルグループである『セブンスシスターズ』は周りからあこがれを持たれるようなカリスマ性が求められたので苦労したが、最終的にはやりすぎともいえるほど振り切ったデザインにした」と振り返っている。
特に羽生田ミトの設定には苦労しており、茂木が打ち出した「生まれてから祖母と二人暮らしでおしゃれに気を使うことがなかった結果、普段着が地味になってしまった」という設定に対してイラストレーターから「ださい」という反応があったものの、いざ絵にするとしっくりきたため、その案が採用された。また、その苦心の名残としてミトが「ROCK」という帽子を普段着として愛用するという設定が付与された。
キャラクターデザインの原案者であるMKSからも10〜11人設定提案を受けているが、そこからの改変、物語付けをしていき、全キャラクターを通して行っていった。

### キャスティング
2013年の夏ごろ、18人分のキャラクターのオーディションに、120人の声優が参加した。選定にあたり、茂木はスタジオマウス代表取締役の納谷僚介に新人を候補として出してほしいとお願いしたと中里キリとのインタビューの中で話している。

### シナリオ（エピソード）
西暦2032年に伝説的アイドル『セブンスシスターズ』が突如引退をしてから2年後、「アイドルはもう時代遅れ」とされる西暦2034年が舞台。国指定国際娯楽都市区画『Tokyo-7th(トーキョーセブンス)』で次世代アイドル劇場型スタジオ『777(スリーセブン)』（通称ナナスタ）の二代目支配人に任命された一人の若者と、まだ見ぬ未来のアイドルとの出会いから物語は始まる。 EPISODEは2014年2月のサービス開始以来、約6年に渡りEPISODE 0.0〜4.0、0.7までを公開。現在も展開を続けている。
他アイドル作品との大きな違いとして、本作はキャラクター性重視のシナリオというよりも、アイドルという経験の中での成長や変化、苦しさと受難といった一人の人間としての物語が描かれていることが挙げられる。そこには人間の成長を描きたいという意図があることを茂木伸太郎が度々インタビューで答えている。

2017年4月19日に発売された『t7s Longing for summer Again And Again〜ハルカゼ〜』内に収録されているアニメーションMV内では、西暦2040年を舞台として、涼原カホルと鳴海アカネの物語が描かれている。アイドルから何かを受け取った人の側面から物語を描くことで、ナナシスの存在意義をより明確に浮き彫りにしたいという意図から、既存のキャラクターではない新規キャラクター2名をメインヒロインに据えて制作が行われた。なお、初回限定版では映像内の物語の前日譚を描いた茂木伸太郎の書き下ろし小説『Some say love, it is flower-ユキカゼ-』も同梱されている。
2019年4月18日からは約3ヶ月にわたり新章「EPISODE 4.0 AXiS」が公開。全13話構成、過去最長のシリーズとなり、最終話に至ってはオート再生で総尺65分の大長編となっている。監督・ストーリー・脚本・演出・画コンテを務めた茂木の思い入れも非常に強く、企画立案・リリース当初からほぼ内容の決まっていたシナリオであるとインタビューで答えている。 なお、公式Twitterでのあらすじ文ではこのエピソードを『一歩でも前に進む物語』と表現している。
2019年10月17日からセブンスシスターズ-最終章-として前・中・後編からなる「EPISODE 0.7 -Melt in the Snow-」が公開。最終話は総尺64分となり、「EPISODE4.0 AXiS」に次ぐボリュームのある内容になっている。「EPISODE 4.0 AXIS」と同じく、監督・脚本・演出・画コンテを務めた茂木からは企画立案・リリース当初からほぼ内容が決まっていたシナリオである旨を公式Twitterのメッセージで記載している。なお、公式Twitterでのあらすじ文ではこのエピソードを『“瞬き”を紡ぐ、愛と涙の物語』と表現している。

## 楽曲
楽曲に作詞・作曲でクレジットされている「SATSUKI-UPDATE」と「カナボシ☆ツクモ」はすべて、総監督&総合音楽プロデューサー茂木伸太郎の別名義であることが明らかにされている。「恋セヨ乙女」以降は音楽プロデューサーの新井大樹がミュージックエグゼクティブプロデューサーとして就任している。
Star☆Glitter
作詞・作曲：kz(livetune)
歌：セブンスシスターズ（七咲ニコル、羽生田ミト、御園尾マナ、寿クルト、若王子ルイ、遊佐メモル）
PRIZM♪RIZM
作詞：SATSUKI-UPDATE / 作曲：ヒゲドライバー
歌：WITCH NUMBER 4（春日部ハル、角森ロナ、野ノ原ヒメ、芹沢モモカ）
AOZORA TRAIN
作詞：SATSUKI-UPDATE / 作曲：U-ji aka 霊長類P
歌：SiSH（臼田スミレ、神城スイ、久遠寺シズカ）
オ・モ・イ アプローチ
作詞：カナボシ☆ツクモ / 作曲：U-ji aka 霊長類P
歌：NI+CORA（天堂寺ムスビ、アレサンドラ・スース）
たいくつりぼん
作詞：カナボシ☆ツクモ / 作曲：ヒゲドライバー
歌：サンボンリボン（晴海サワラ、晴海カジカ、晴海シンジュ）
ワタシ・愛・forU!!
作詞：UM-E-MO / 作曲：Junky
歌：4U（佐伯ヒナ、鰐淵エモコ、九条ウメ）
B.A.A.B.
作詞：Dr.Serge / 作曲：emon
歌：KARAKURI（空栗ヒトハ、空栗フタバ）
H-A-J-I-M-A-R-I-U-T-A-!!
作詞：SATSUKI-UPDATE / 作曲：fu_mou
歌：777☆SISTERS（春日部ハル、天堂寺ムスビ、角森ロナ、野ノ原ヒメ、芹沢モモカ、臼田スミレ、神城スイ、久遠寺シズカ、アレサンドラ・スース、晴海サワラ、晴海カジカ、晴海シンジュ）
Cocoro Magical
作詞：カナボシ☆ツクモ / 作曲：y0c1e
歌：777☆SISTERS
Sparkle☆Time!!
作詞・作曲・編曲：kz(livetune)
歌：セブンスシスターズ
KILL☆ER☆TUNE☆R
作詞：SATSUKI-UPDATE / 作曲・編曲：emon
歌：777☆SISTERS
Hello…my friend
作詞：UM-E-MO / 作曲・編曲：アベリューダイ
歌：4U
Clover×Clover
作詞：SATSUKI-UPDATE / 作曲・編曲：アベリューダイ
歌：サンボンリボン
Girls Talk!!
作詞：カナボシ☆ツクモ / 作曲・編曲：アベリューダイ
歌：NI+CORA
お願い☆My Boy
作詞：カナボシ☆ツクモ / 作曲：mu-ray / 編曲：mu-ray/Novoiski
歌：SiSH
僕らは青空になる
作詞：SATSUKI-UPDATE / 作曲：KUMAROBO
歌：777☆SISTERS
FUNBARE☆RUNNER
作詞：カナボシ☆ツクモ / 作曲：KUMAROBO
歌：777☆SISTERS
SAKURA
作詞：SATSUKI-UPDATE / 作曲・編曲：Ken Ito
歌：WITCH NUMBER 4
-Zero
作詞：SATSUKI-UPDATE / 作曲：emon
歌：KARAKURI
TREAT OR TREAT?
作詞：カナボシ☆ツクモ / 作曲：Hiroyuki Maezawa
歌：4U
YELLOW
作詞：SATSUKI-UPDATE / 作曲：ヒゲドライバー
歌：Le☆S☆Ca（上杉・ウエバス・キョーコ、荒木レナ、西園ホノカ）
Snow in "I love you"
作詞：カナボシ☆ツクモ / 作曲：ヒゲドライバー
歌：777☆SISTERS
Behind Moon
作詞：SATSUKI-UPDATE / 作曲：NOZOMU NAKAMURA
歌：Le☆S☆Ca
SEVENTH HAVEN
作詞・作曲：kz(livetune)
歌：セブンスシスターズ
ラバ×ラバ
作詞：カナボシ☆ツクモ / 作曲：Hideto Ishida
歌：WITCH NUMBER 4
You Can't Win
作詞：カナボシ☆ツクモ / 作曲：Takamitu Ono
歌：NI+CORA
さよならレイニーレイディ
作詞：SATSUKI-UPDATE / 作曲：Ryo Takahashi
歌：SiSH
セカイのヒミツ
作詞：SATSUKI-UPDATE / 作曲：Junpei Fukuda
歌：サンボンリボン
FALLING DOWN
作詞：SATSUKI-UPDATE / 作曲：Takamitu Ono
歌：セブンスシスターズ
ハネ☆る!!
作詞：カナボシ☆ツクモ / 作曲：KAN TAKAHIKO&ACCHU IWATA
歌：はる☆ジカ（ちいさな）（春日部ハル、晴海カジカ）
Lucky☆Lucky
作詞：カナボシ☆ツクモ / 作曲：Masaki Honda / 編曲：Toshiki Yamaguchi
歌：4U
TRIGGER
作詞：SATSUKI-UPDATE / 作曲：Masaki Honda
歌：The QUEEN of PURPLE（越前ムラサキ）
Winning Day
作詞：SATSUKI-UPDATE / 作曲・編曲：SigN
歌：KARAKURI
トワイライト
作詞：カナボシ☆ツクモ / 作曲：[[川崎里実]|Satomi Kawasaki]] / 編曲：Ryo Takahashi
歌：Le☆S☆Ca
Fire and Rose
作詞：SATSUKI-UPDATE / 作曲：Takamitu Ono
歌：The QUEEN of PURPLE
タンポポ
作詞：カナボシ☆ツクモ / 作曲：ichi / 編曲：ichi/SigN
歌：Le☆S☆Ca
ハルカゼ 〜You were here〜
作詞：SATSUKI-UPDATE / 作曲・編曲：アベリューダイ
歌：777☆SISTERS
WORLD'S END
作詞：kz(livetune)/SATSUKI-UPDATE / 作曲・編曲：kz(livetune)
歌：セブンスシスターズ
スタートライン
作詞：SATSUKI-UPDATE / 作曲：Naoki Oka / 編曲：KUMAROBO
歌：777☆SISTERS
STAY☆GOLD
作詞：カナボシ☆ツクモ / 作曲・編曲：KUMAROBO
歌：777☆SISTERS
PUNCH'D RANKER
作詞：カナボシ☆ツクモ / 作曲：KUMAROBO / 編曲：Toshiki Yamaguchi
歌：セブンスシスターズ
メロディーフラッグ
作詞：SATSUKI-UPDATE / 作曲：Daisuke Kadowaki
歌：4U
Crazy Girl's Beat
作詞：カナボシ☆ツクモ / 作曲：Hirokuki Maezawa
歌：4U
プレゼント・フォー・ユー
作詞：SATSUKI-UPDATE / 作曲：sakutaro
歌：4U
シトラスは片想い
作詞：カナボシ☆ツクモ / 作曲：Masaki Honda
歌：Ci+LUS（玉坂マコト、折笠アユム）
CHECK’MATE
作詞：SATSUKI-UPDATE / 作曲：inn
歌：NI+CORA
SHAKE!! 〜フリフリしちゃえ〜
作詞：カナボシ☆ツクモ / 作曲：Masaki Honda
歌：はる☆ジカ（ちいさな）
星屑☆シーカー
作詞：SATSUKI-UPDATE / 作曲：Kazushi Suzuki
歌：WITCH NUMBER 4
プレシャス・セトラ
作詞：カナボシ☆ツクモ / 作曲：Hiramy
歌：SiSH
Clash!!!
作詞：SATSUKI-UPDATE / 作曲：Daisuke Kadowaki
歌：The QUEEN of PURPLE
ROCKな☆アタシ
作詞：カナボシ☆ツクモ / 作曲：Masaki Honda
歌：4U（九条ウメ）
青空Emotion
作詞：Mahiro,SATSUKI-UPDATE / 作曲：Miho Mahara
歌：4U（鰐淵エモコ）
パフェ・デ・ラブソング
作詞：Shin Furuya,カナボシ☆ツクモ / 作曲：Toshiki Yamaguchi
歌：4U（佐伯ヒナ）
14歳のサマーソーダ
作詞：カナボシ☆ツクモ / 作曲：Hiramy
歌：サンボンリボン
AMATERRAS
作詞：SATSUKI-UPDATE / 作曲：Cher Watanabe
歌：KARAKURI
SHOW TIME
作詞：SATSUKI-UPDATE / 作曲：MICON STUDIO
歌：CASQUETTE'S（川澄シサラ、浅見ミワコ、鳳チャチャ、二川ミミ）
MELODY IN THE POCKET
作詞・作曲：SATSUKI-UPDATE
歌：777☆SISTERS
ひまわりのストーリー
作詞：SATSUKI-UPDATE / 作曲：Hiramy
歌：Le☆S☆Ca
ラブリー♡オンリー
作詞：カナボシ☆ツクモ / 作曲：KUMAROBO
歌：SU♡SUTA（きゅうとな）（アレサンドラ・スース、臼田スミレ）
アイコトバ
作詞：SATSUKI-UPDATE / 作曲：Hirotake Miura
歌：Ci+LUS
マスカレード・ナイト
作詞：MICON STUDIO,カナボシ☆ツクモ / 作曲：MICON STUDIO
歌：CASQUETTE'S
花咲キオトメ
作詞：カナボシ☆ツクモ / 作曲：MICON STUDIO
歌：七花少女（白鳥トモエ、前園リシュリ、逢原ミウ、夜舞サヲリ、榎並マドカ、雲巻モナカ、シャオ・ヘイフォン）
TRICK
作詞：カナボシ☆ツクモ / 作曲：Masaki Honda
歌：Ci+LUS
スノードロップ
作詞：SATSUKI-UPDATE / 作曲：MICON STUDIO,SATSUKI-UPDATE
歌：七花少女
HEAVEN'S RAVE
作詞・作曲：kz(livetune)
歌：AXiS（天神ネロ、比嘉アグリ、蓬莱タキ、志摩サビナ、鹿込オト、帝塚セネカ）
THUNDERBOLT
作詞：SATSUKI-UPDATE / 作曲：Hiroyuki Maezawa
歌：The QUEEN of PURPLE
Majesty
作詞：SATSUKI-UPDATE / 作曲：Hirotake Miura
歌：The QUEEN of PURPLE
NATSUKAGE -夏陰-
作詞：SATSUKI-UPDATE / 作曲：Takuya Fujita
歌：777☆SISTERS
ミツバチ
作詞：SATSUKI-UPDATE / 作曲：Tomoya Tabuchi
歌：Le☆S☆Ca
ひよこのうた
作詞：カナボシ☆ツクモ / 作曲：Tetsushi Enami
歌：Le☆S☆Ca
COCYTUS
作詞：SATSUKI-UPDATE / 作曲：Hiroshi Usami
歌：AXiS
夏のビードロシンフォニー
作詞：カナボシ☆ツクモ / 作曲：Yosuke Kurokawa
歌：777☆SISTERS
R.B.E.
作詞：SATSUKI-UPDATE / 作曲：Masaki Honda
歌：The QUEEN of PURPLE（堺屋ユメノ）
Purple Raze
作詞：SATSUKI-UPDATE / 作曲：Hiroyumi Maezawa
歌：The QUEEN of PURPLE（瀬戸ファーブ）
Wake Up Heroine
作詞：SATSUKI-UPDATE / 作曲：Daisuke kadowaki
歌：The QUEEN of PURPLE（三森マツリ）
空色スキップ
作詞：SATSUKI-UPDATE / 作曲：Toshiki Yamaguchi
歌：Ci+LUS
SCARLET
作詞：カナボシ☆ツクモ / 作曲：MICON STUDIO
歌：CASQUETTE'S
光
作詞：SATSUKI-UPDATE/ 作曲：kz(livetune) / 編曲：kz(livetune) / ストリングスアレンジ：門脇大輔(GRAPLE JAM)
歌：七咲ニコル
マイ・グラデイション
作詞：SATSUKI-UPDATE  / 作曲：MICON STUDIO
歌：七花少女
Fall in Love
作詞：SATSUKI-UPDATE / 作曲：Hiroshi Usami
歌：SEASON OF LOVE（有栖シラユキ、星柿マノン、ターシャ・ロマノフスキー、晴海シンジュ）
LOVE AND DEVIL
作詞：カナボシ☆ツクモ / 作曲：Tomoya Tabuchi
歌：4U
コドーモ・デ・ヒーロ
作詞：カナボシ☆ツクモ / 作曲：Akiyuki Tateyama & Kohei Miyahara
歌：コドモ連合（有栖シラユキ、星柿マノン、ターシャ・ロマノフスキー、晴海シンジュ）
DAYS
作詞・作曲：SATSUKI-UPDATE
歌：The QUEEN of PURPLE
アイノシズク
作詞：SATSUKI-UPDATE / 作曲：シバサキユウキ
歌：KARAKURI 2039
SUN SUN SUN
作詞：SATSUKI-UPDATE / 作曲：Hiroshi Usami
歌：Le☆S☆Ca
I AM
作詞：SATSUKI-UPDATE / 作曲：KUMAROBO
歌：The QUEEN of PURPLE
KID BLUE 〜裸の王様〜
作詞：SATSUKI-UPDATE / 作曲：Shinsuke Ono
歌：The QUEEN of PURPLE
Across the Rainbow
作詞・作曲：SATSUKI-UPDATE
歌：777☆SISTERS
リボン
作詞：SATSUKI-UPDATE / 作曲：Naoki Oka/SATSUKI-UPDATE
歌：777☆SISTERS
Departures -あしたの歌-
作詞：カナボシ☆ツクモ / 作曲：白戸佑輔(Dream Monster)
歌：777☆SISTERS
Shooting Sky
作詞・作曲：kz(livetune)
歌：セブンスシスターズ
恋セヨ乙女
作詞・作曲・編曲：原田雄一
歌：桂木カヅミ
秋の空とこころ コスモス
作詞：中村彼方 / 作曲・編曲：草野将史
歌：七花少女
恋をして
作詞：イワツボコーダイ / 作曲：GRP・イワツボコーダイ / 編曲：GRP
歌：Le☆S☆Ca
Don! Kan! Boy!
作詞・作曲・編曲：40mP
歌：Ci+LUS
HOLY QUEEN
作詞：前田甘露 / 作曲：Hiroshi Usami / 編曲：Akki
歌：CASQUETTE'S
Striking Diamond
作詞・作曲・編曲：Kyota.
歌：ジェダ・ダイヤモンド
Be Your Light
作詞：OHKA / 作曲：柿迫ヒカル / 編曲：柿迫ヒカル、Belex、早川博隆
歌：Stella MiNE（星影アイ、月代ユウ）
陽だまりの世界地図
作詞：前田甘露 / 作曲：Akki
歌：SEASON OF LOVE
Starlight☆Asterism!!!
作詞：hAck-Ø. / 作曲・編曲：KOUGA
歌：Asterline（奈々星アイ、一ノ瀬マイ、朝凪シオネ）
Daze forU!!
作詞：Uyu(ACRYLICSTAB) / 作曲・編曲：アベリューダイ
歌：4U
Reach for the Meteor
作詞：前田甘露 / 作曲：三浦博健（Hirotake Miura）
歌：Asterline
Funny☆Clutch
作詞・作曲：Chinozo
歌：4U
New Age
作詞・作曲：原田雄一
歌：Roots.（月代ユウ、タン・シヨン、フラナ・リン）
悠久の輪廻
作詞・作曲：TAG
歌：逝橋エイ
Make our sound
作詞：坂井月咲 / 作曲：Akki
歌：春日部ハル、有栖シラユキ、臼田スミレ、桂木カヅミ、上杉・ウエバス・キョーコ、瀬戸ファーブ
Re：SONANCE
作詞・作曲：Kyota.
歌：KARAKURI
Zenith
作詞・作曲：5u5h1
歌：KARAKURI
You & I =
作詞：Maho Hamaguch / 作曲：戸嶋友祐
歌：Stella MiNE
WONDEЯ GIRL
作詞・作曲：法戸祐樹
歌：Roots.
Synergistic White
作詞・作曲：5u5h1
歌：KARAKURI
Along the way
楽曲ディレクター：岡ナオキ / 作詞：裕野 / 作曲：Hiroshi Usami
歌：七咲ニコル、春日部ハル、奈々星アイ
Raise One's Voice
作詞・作曲：Kyota.
歌：KARAKURI
Wanna Be♡
作詞：深川琴美 / 作曲：福田淳平
歌：WITCH NUMBER 4
Binocular Vision
作詞・作曲：Nika Lenz
歌：KARAKURI
Bluenote Theory
作詞・作曲：Nika Lenz(Arte Refact)
歌：KARAKURI
Mirai Konzert
作詞・作曲：原田雄一
歌：KARAKURI
ゴチャメチャ×ワンダーランド
作詞・作曲：5u5h1
歌：RiPoP（恋渕カレン、一ノ瀬ミオリ）
Protostar
作詞：Mio Aoyama / 作曲：渡辺徹
歌：Stella MiNE
Endless Moment
作詞：セリザワケイコ / 作曲：三浦博健
歌：Stella MiNE
We Are Stars
作詞：Mahiro / 作曲：三浦博健
歌：Stella MiNE
Magic hour
作詞：みきちゅ / 作曲：Yoma
歌：Asterline
SERENDIPITY
作詞：宮腰侑子 / 作曲：Chikuwan
歌：Asterline
Time Machine
作詞：Irodori Kaoru / 作曲：Akki
歌：Asterline
Hidden Stages
作詞：宮腰侑子 / 作曲：シバサキユウキ
歌：Roots.
Find Me
作詞：東乃カノ / 作曲：Yoma
歌：Roots.
ライフ・イズ・サーカス
作詞・作曲：法戸祐樹
歌：RiPoP
ナノハナパレット
作詞：Maho Hamaguchi / 作曲：Chikuwan
歌：Le☆S☆Ca
Summer Squash
作詞：Maho Hamaguchi / 作曲：宇佐美宏
歌：Le☆S☆Ca
Room Light
作詞：Irodori Kaoru / 作曲：シバサキユウキ
歌：Le☆S☆Ca
WITH THE BEST SMILE
作詞：宮腰侑子 / 作曲：倉内達矢 / 編曲：めんま
歌：Le☆S☆Ca
cross road
作詞・作曲：岡本真夜
歌：Le☆S☆Ca
Take off
作詞：裕野 / 作曲：KUMAROBO
歌：The QUEEN of PURPLE
Wildflower
作詞・作曲：原田雄一
歌：Roots.
Break the cage
作詞：Rie Tsukahoshi / 作曲：岡ナオキ
歌：The QUEEN of PURPLE
I call it "love"
作詞：Maho Hamaguchi / 作曲：山口俊樹
歌：The QUEEN of PURPLE
BLUE MOMENT
作詞：渡辺ゆきち / 作曲：藤田卓也
歌：The QUEEN of PURPLE
One
作詞：Irodori Kaoru / 作曲：三浦博健
歌：The QUEEN of PURPLE
Tokimeki♡Soda
作詞：渡辺ゆきち / 作曲：戸嶋友祐
歌：WITCH NUMBER 4
キュート・アラモード
作詞：金子麻友美 / 作曲：中山聡/足立優
歌：RiPoP
XOXO PAiN
作詞：Uyu(ACRYLICSTAB) / 作曲：アベリューダイ
歌：Roots.
ミライノート
作詞：みきちゅ / 作曲：Yoma
歌：Asterline
わがままSwing Cutest!
作詞：新谷風太 / 作曲：戸嶋友祐
歌：RiPoP
Startrail
作詞：都城ゆみ / 作曲：中山聡・足立優
歌：Stella MiNE
Mellow Melodies
作詞・作曲：原田雄一
歌：Roots.
TSUBOMI et cetera
作詞：hAck－Ø. / 作曲：KOUGA
歌：Asterline
Whiteout
作詞：裕野 / 作曲：浅倉大介
歌：OFF White（アリナ・ライスト）
ドギマギクッキング
作詞：小西裕子 / 作曲：TOSH-OK
歌：コドモ連合
Give me time!
作詞：セリザワケイコ / 作曲：藤田卓也
歌：NI+CORA
Crescendo
作詞：Maho Hamaguchi / 作曲：鈴木大士
歌：NI+CORA
白昼夢
作詞・作曲：法戸祐樹
歌：OFF White
Contrail~for the summer~
作詞：hAck-Ø. / 作曲：KOUGA
歌：Asterline
Link Wink
作詞：Irodori Kaoru / 作曲：湊谷陸 / 編曲：三浦博健
歌：Roots.
Dreamy-Go-Round
作詞・作曲：櫻澤ヒカル
歌：RiPoP
ネオンテトラ
作詞・作曲：5u5h1
歌：サンボンリボン
Rockin' On!
作詞：hAck-Ø. / 作曲：シバサキユウキ
歌：4U
Wrappin' Love
作詞：Maho Hamaguchi / 作曲：藤田卓也
歌：Ci+LUS
くるくる☆CYCLE!!
作詞：裕野 / 作曲：三浦博健
歌：はる☆ジカ（ちいさな）
ROLE
作詞・作曲：Kyota.
歌：ジェダ・ダイヤモンド
Ever since
作詞：Retar / 作曲：SHINGO KUME
歌：Stella MiNE
Leukothea
作詞：Retar / 作曲：新井大樹
歌：OFF White
Sky☆Blue
作詞：新谷風太 / 作曲：Akki
歌：777☆SISTERS
Blue Florets*
作詞：q*Left / 作曲：八王子P
歌：SiSH
Sweet×long way
作詞：Maho Hamaguchi / 作曲：月光テツヤ
歌：SiSH
Light the way Home
作詞・作曲：浅田秀之
歌：Stella MiME
XX-FADE!!
作詞：Retar / 作曲：Qudomi
歌：4U×The QUEEN of PURPLE
Gain's no down
作詞：Retar / 作曲：Qudomi
歌：The QUEEN of PURPLE

### 限定課金ライブステージ楽曲
Hello...my friend(UME & HARU edit)
作詞：SATSUKI-UPDATE / 作曲：アベリューダイ
歌：九条ウメ&春日部ハル

### ライブステージ未実装楽曲
またあした
作詞・作曲：SATSUKI-UPDATE
歌：春日部ハル

## イベント

### トークショー
マチ★アソビ Vol.13『Tokyo 7th シスターズ』トークショー
新町橋東公園ステージにて2014年10月11日開催。
マチ★アソビ Vol.14『Tokyo 7th シスターズ』トークショー
新町橋東公園ステージにて2015年5月4日開催。
マチ★アソビ Vol.15 Tokyo 7th sistersトークイベント
新町橋東公園ステージにて2015年10月11日開催。
マチ★アソビ Vol.16『Tokyo 7th シスターズ』トークショー
ufotable CINEMA前にて2016年5月3日開催。
京都国際マンガ・アニメフェア2016（京まふ） Tokyo 7th シスターズ トークショー
みやこめっせにて2016年9月17日開催。
マチ★アソビ Vol.17 「Tokyo7thシスターズ」トークショー
新町橋東公園ステージにて2016年10月8日開催。
マチ★アソビ Vol.18 「Tokyo7thシスターズ」トークショー
新町橋東公園ステージにて2017年5月6日開催。

### ライブ
2015年
- t7s 1st Anniversary Live in Zepp Tokyo 15'→34' 〜H-A-J-I-M-A-L-I-V-E-!!〜

Zepp Tokyoにて2015年5月31日開催。
- Tokyo 7th シスターズ mini Live in マチ★アソビ Vol.15

眉山山頂にて2015年10月12日開催。
2016年
- t7s 2nd Anniversary Live in PACIFICO Yokohama 16'→30'→34' -INTO THE 2ND GEAR-

パシフィコ横浜国立大ホールにて2016年8月21日開催。昼夜2回公演。夜公演を、日本全国40館にてライブビューイング実施。
2017年
- t7s LIVE -INTO THE 2ND GEAR 2.5-

なんばHatchにて2017年1月15日開催。
- t7s 3rd Anniversary Live 17'→XX' -CHAIN THE BLOSSOM- in Makuhari Messe。

幕張メッセイベントホールにて2017年4月22日・23日開催。23日は昼夜2回公演で、計3回公演。
2018年
- 4U 1st Live!!!「The Pres"id"ent 4U」in Osaka & Tokyo

4Uの単独ライブイベント。Zepp Osaka Baysideにて2018年1月21日開催。TOKYO DOME CITY HALL にて2018年2月03日開催。
- Tokyo 7th シスターズ メモリアルライブ『Melody in the Pocket』in 日本武道館

日本武道館にて2018年7月20日開催。
- Tokyo 7th シスターズ 4th Anniversary Live -FES!! AND YOUR LIGHT- in Makuhari Messe

幕張メッセイベントホールにて2018年10月20日・21日開催。
2019年
- The QUEEN of PURPLE 1st Live “I'M THE QUEEN, AND YOU?"

The QUEEN of PURPLEの単独ライブイベント。Zepp Tokyoにて2019年6月9日開催。Toyosu PITにて2019年6月14日開催。
- Tokyo 7th シスターズ 5th Anniversary Live -SEASON OF LOVE- in Makuhari Messe

幕張メッセ国際展示場9-11ホールにて2019年7月13日・14日開催。
2021年
- Tokyo 7th シスターズ Live - NANASUTA L-I-V-E!! - in PIA ARENA MM

ぴあアリーナMMにて2021年7月3日・4日開催。全公演で有料オンライン配信を実施。
- Tokyo 7th シスターズ Live NANASUTA L-I-V-E!! - Many merry party - in TOKYO DOME CITY HALL

TOKYO DOME CITY HALLにて2021年12月19日開催。昼夜2公演。全公演で有料オンライン配信を実施。
2022年
- Tokyo 7th シスターズ Live Tokyo-7th FESTIVAL in Ryogoku Kokugikan

両国国技館にて2022年2月26日・27日開催。全公演で有料オンライン配信を実施した他、2022年2月の大型アップデート事前登録者を対象に固定カメラ映像を無料で配信。
- 4U 2nd Live Tour Daze forU!!

札幌公演をZepp Sapporoにて2022年5月8日、福岡公演をZepp Fukuokaにて2022年6月5日、東京公演をJ:COMホール八王子にて2022年6月26日、追加公演として、山梨公演を河口湖ステラシアターにて2022年7月24日開催。全公演で有料オンライン配信を実施。追加公演の山梨公園ではローカルコラボとして、富士急行線河口湖駅では記念乗車券の配布や電車到着時の特別放送、富士急バスではコラボ車両の運行、ファミリーマート船津登山道店ではキャラスタンドの設置などが行われた。
- Tokyo 7th シスターズ 6+7+8th Anniversary Live Along the way

幕張メッセ国際展示場 ホール7・8にて2022年11月19日・20日、ぴあアリーナMMにて2022年12月18日開催。全公演で有料オンライン配信を実施。新型コロナウイルスの影響で開催できていなかった6周年、7周年と8周年のライブをまとめて開催したため、6+7+8thとなっている。
2023年
- KARAKURI 1st Live Re:SONANCE

パシフィコ横浜国立大ホールにて振替公演として2023年1月8日に開催。有料オンライン配信と公演後にアフタートーク生配信を実施。元々は2022年10月23日に開催予定であったが、出演者の新型コロナウイルス陽性が確認されたため2023年1月8日に延期された。直前であったため、代替イベントとして2022年10月23日はフリーイベントが開催され、過去ライブで使用された一部衣装の展示やゲームチャレンジなどが行われた。
- Tokyo 7th シスターズ 2053 1st Live Startrail

府中の森芸術劇場 どりーむホールにて2023年3月4日開催。全公演で有料オンライン配信を実施。
- Le☆S☆Ca 1st Live グローイング

幕張メッセ国際展示場 ホール11にて2023年5月20日・21日開催。全公演で有料オンライン配信を実施。
- The QUEEN of PURPLE 2nd Live Tour Live and let “Live”

京都公演をKBSホールにて2023年9月24日、名古屋公演をZepp Nagoyaにて2023年10月1日、東京公演をZepp Hanedaにて2023年10月8日開催。全公演で有料オンライン配信を実施。
- Tokyo 7th シスターズ 2053 2nd Live Brightestar

江戸川区総合文化センター 大ホールにて2023年12月16日・17日開催。全公演で有料オンライン配信を実施。
2025年
- Tokyo 7th Sisters VISUALIVE NANASUTA MINI LIVE starring SiSH

harevutaiにて2025年5月5日に開催。有料オンライン配信と事前登録者を対象に固定カメラ映像で配信。

### その他イベント
Tokyo 7th シスターズ FAN MEETING 1st greeting
パシフィコ横浜国立大ホールにて2021年5月29日・30日開催。昼夜2回公演。なんばHatchにて2017年1月15日開催された「t7s LIVE -INTO THE 2ND GEAR 2.5-」の特別演出上映が行われた。
ナナシス放送局 公開収録 in 一ツ橋ホール
Donutsの自社サービスであるミクチャにて行われているネット番組の公開収録。日本教育会館にて2021年10月16日開催。
Tokyo 7th シスターズカフェ in SMILE BASE CAFE池袋
SMILE BASE CAFE池袋にて、2022年8月18日〜8月31日までコラボカフェが開催される予定。

## 関連商品・メディアミックス

### 音楽CD
Tokyo 7th シスターズ 1stミニアルバム『t7s Longing for summer』
Donutsより2014年12月28〜30日、コミックマーケット87の企業スペースにて777枚限定販売。2015年4月23日に『t7s Re:Longing for summer』と改題し、iTunes Storeなど各種音楽配信サイトで発売。
Tokyo 7th シスターズ 1stフルアルバム『H-A-J-I-M-A-L-B-U-M-!!』
Donutsより2015年5月20日発売。
777☆SISTERS 1stシングル『僕らは青空になる / FUNBARE☆RUNNER』
ビクターエンタテインメントより2015年7月29日発売。
Tokyo 7th シスターズ オリジナルサウンドトラック『t7s The Things She Loved』
Donutsより2015年8月14〜16日、コミックマーケット88の企業スペースにて発売。
t7s HALLOWEEN EP『-Zero / TREAT OR TREAT?』
ビクターエンタテインメントより2015年10月28日発売。
777☆SISTERS 2ndシングル『Snow in "I love you"』
ビクターエンタテインメントより2015年12月9日発売。
Le☆S☆Ca 1stシングル『YELLOW』
ビクターエンタテインメントより2015年12月9日発売。
セブンスシスターズ 1stシングル『SEVENTH HAVEN』
ビクターエンタテインメントより2016年2月24日発売。
Tokyo 7th シスターズ 2ndアルバム『Are You Ready 7th-TYPES??』
ビクターエンタテインメントより2016年6月29日発売。プレミアムボックス版のみt7s 1st Anniversary Live 15'→34'『H-A-J-I-M-A-L-I-V-E-!!』の音源がついている。
The QUEEN of PURPLE 1stシングル『TRIGGER/Fire and Rose』
ビクターエンタテインメントより2016年10月26日発売。
KARAKURI / 4U New EP『Winning Day / Lucky☆Lucky』
ビクターエンタテインメントより2016年12月7日発売。
Le☆S☆Ca 2ndシングル『トワイライト』
ビクターエンタテインメントより2016年12月7日発売。
Tokyo 7th シスターズ New single with MV Blu-ray『t7s Longing for summer Again And Again〜ハルカゼ〜』
ビクターエンタテインメントより2017年4月19日発売。通常版にもアニメーションMV（ミュージックビデオ）が収録されたBlu-rayが同梱されている。
セブンスシスターズ 2ndシングル『WORLD'S END』
ビクターエンタテインメントより2017年7月26日発売。
777☆SISTERS 4thシングル『スタートライン / STAY☆GOLD』
ビクターエンタテインメントより2017年8月30日発売。
Tokyo 7th シスターズ Live CD『t7s 3rd Anniversary Live 17'→XX -CHAIN THE BLOSSOM- in Makuhari Messe』
ビクターエンタテインメントより2017年9月27日発売。Blu-ray版の映像も同日発売。
4U 1stミニアルバム『The Present “4U”』
ビクターエンタテインメントより2017年11月29日発売。
Ci+LUS 1stシングル『シトラスは片想い』
ビクターエンタテインメントより2018年4月25日発売。
Tokyo 7th シスターズ 3rdアルバム『THE STRAIGHT LIGHT』
ビクターエンタテインメントより2018年7月4日発売。
The QUEEN of PURPLE デジタルシングル 『Clash!!!』
ビクターエンタテインメントより2018年7月21日発売。配信のみの発売となる。
KARAKURI デジタルシングル 『AMATERRAS』
ビクターエンタテインメントより2018年9月26日発売。配信のみの発売となる。
CASQUETTE'S 1stシングル『SHOW TIME』
ビクターエンタテインメントより2018年10月3日発売。
777☆SISTERS Memorialシングル『MELODY IN THE POCKET』
ビクターエンタテインメントより2018年10月10日発売。
Tokyo 7th シスターズ Live CD『Tokyo 7th Sisters Memorial Live in NIPPON BUDOKAN “Melody in the Pocket”』
ビクターエンタテインメントより2019年2月20日発売。Blu-ray版の映像も同日発売。
七花少女 1stシングル『花咲キオトメ』
ビクターエンタテインメントより2019年3月20日発売。
Ci+LUS 2ndシングル『TRICK』
ビクターエンタテインメントより2019年3月20日発売。
AXiS 1stシングル『HEAVEN'S RAVE』
ビクターエンタテインメントより2019年5月22日発売。
The QUEEN of PURPLE 1stアルバム『I'M THE QUEEN』
ビクターエンタテインメントより2019年5月22日発売。
Le☆S☆Ca 3rdシングル『ミツバチ』
ビクターエンタテインメントより2019年6月19日発売。このシングルから上杉・ウエバス・キョーコと荒木レナのキャストが変更。
777☆SISTERS 5thシングル『NATSUKAGE -夏陰-』
ビクターエンタテインメントより2019年6月19日発売。
Tokyo 7th シスターズ Live CD『t7s 4th Anniversary Live -FES!! AND YOUR LIGHT- in Makuhari Messe』
ビクターエンタテインメントより2019年7月3日発売。Blu-ray版の映像も同日発売。
七咲ニコル デジタルシングル 『光』
ビクターエンタテインメントより2019年10月31日発売。配信のみの発売となる。
t7s オリジナルサウンドトラック 2.0 -The Things She Left-
ビクターエンタテインメントより2019年12月4日発売。
七花少女 / CASQUETTE'S splitシングル『マイ・グラデイション / SCARLET』
ビクターエンタテインメントより2019年12月4日発売。
SEASON OF LOVE 1stシングル『Fall in Love』
ビクターエンタテインメントより2020年2月12日発売。
4U / KARAKURI 2039 3rd Splitシングル『LOVE AND DEVIL / アイノシズク』
ビクターエンタテインメントより2020年3月4日発売。
Le☆S☆Ca 1stミニアルバム『Le☆S☆Ca』
ビクターエンタテインメントより2020年3月18日発売。
Tokyo 7th シスターズ Live CD『t7s 5th Anniversary Live -SEASON OF LOVE- in Makuhari Messe』
ビクターエンタテインメントより2020年3月18日発売。Blu-ray版の映像も同日発売。
t7s オリジナルサウンドトラック 3.0『-The Things She Treasured-』
ビクターエンタテインメントより2020年5月27日発売。
777☆SISTERS Newシングル『Across the Rainbow』
ビクターエンタテインメントより2020年11月25日発売。
オリジナルサウンドトラック『『Tokyo 7th シスターズ -僕らは青空になる-』 オリジナルサウンドトラック』
ビクターエンタテインメントより2021年2月24日発売。
Tokyo 7th シスターズ 4th Album『IT'S A PERFECT BLUE』
ビクターエンタテインメントより2021年3月17日発売。
t7s オリジナルサウンドトラック 4.0『-The Things She Always Loves-』
ビクターエンタテインメントより2021年3月31日発売。
Tokyo 7th シスターズ メモリアルベストアルバム『Summer of t7s』
ビクターエンタテインメントより2021年9月15日発売。
桂木カヅミ 1stシングル『恋セヨ乙女』
THREE SEVEN RECORDSより2021年12月14日発売。
七花少女 4thシングル『秋の空とこころ　コスモス』
THREE SEVEN RECORDSより2021年12月14日発売。
Le☆S☆Ca 9thシングル『恋をして』
THREE SEVEN RECORDSより2021年12月14日発売。
Ci+LUS 5thシングル『Don! Kan! Boy』
THREE SEVEN RECORDSより2022年5月24日発売。
CASQUETTE'S 4thシングル『HOLY QUEEN』
THREE SEVEN RECORDSより2022年5月24日発売。
ジェダ・ダイヤモンド デビューソング『Striking Diamond』
THREE SEVEN RECORDSより2022年5月24日発売。
SEASON OF LOVE 2ndシングル『陽だまりの世界地図』
THREE SEVEN RECORDSより2022年6月28日発売。
Stella MiNE 1stシングル『Be Your Light』
THREE SEVEN RECORDSより2022年6月28日発売。
4U Newシングル『Daze forU!! / Funny☆Clutch』
THREE SEVEN RECORDSより2022年7月19日発売。
Asterline 1stシングル 『Starlight☆Asterism!!! / Reach for the Meteor』
THREE SEVEN RECORDSより2022年8月23日発売。
Roots. 1stシングル『New Age』
THREE SEVEN RECORDSより2022年9月13日発売。
KARAKURI 1stミニアルバム『Re：SONANCE』
THREE SEVEN RECORDSより2022年9月27日発売。
逝橋エイ 1stシングル『悠久の輪廻』
THREE SEVEN RECORDSより2022年10月25日発売。

### BD/DVD
t7s 1st Anniversary Live 15'→34'『H-A-J-I-M-A-L-I-V-E-!!』
ビクターエンタテインメントより2015年10月28日発売。（Blu-ray・DVD）
t7s 2nd Anniversary Live 16'→30'→34' -INTO THE 2ND GEAR-
ビクターエンタテインメントより2017年1月11日発売。（初回生産限定盤・通常盤（どちらもBlu-rayのみ））
t7s 3rd Anniversary Live 17'→XX -CHAIN THE BLOSSOM- in Makuhari Messe
ビクターエンタテインメントより2017年9月27日発売。（初回生産限定盤・通常盤（どちらもBlu-rayのみ））
4U 1st Live!!!「The Pres“id”ent 4U」in Osaka & Tokyo
ビクターエンタテインメントより2018年9月26日発売。（初回生産限定盤（Blu-ray+DVD特典映像）・通常盤（Blu-rayのみ））
Tokyo 7th Sisters Memorial Live in NIPPON BUDOKAN “Melody in the Pocket”
ビクターエンタテインメントより2019年2月20日発売。（初回限定盤（本編Blu-ray+特典Blu-ray）・通常盤（本編Blu-rayのみ））
t7s 4th Anniversary Live -FES!! AND YOUR LIGHT- in Makuhari Messe
ビクターエンタテインメントより2019年7月3日発売。（初回限定版（本編Blu-ray+オリジナルグッズ）・通常盤（本編Blu-rayのみ））
The QUEEN of PURPLE 1st Live -I'M THE QUEEN, AND YOU?-
ビクターエンタテインメントより2020年1月22日発売。（初回限定盤（本編Blu-ray+特典DVD+特典CD）・通常盤（本編Blu-rayのみ））
t7s 5th Anniversary Live -SEASON OF LOVE- in Makuhari Messe
ビクターエンタテインメントより2020年3月18日発売。（初回限定盤（本編Blu-ray+オリジナルグッズ）・通常盤（本編Blu-rayのみ））
Tokyo 7th シスターズ Live - NANASUTA L-I-V-E!! - in PIA ARENA MM
Donutsより2022年2月22日発売。（初回限定盤（本編Blu-ray+ライブCD）・通常盤（本編Blu-rayのみ））初めてビクターエンターテインメント以外から発売されるライブBlu-rayである。
Tokyo 7th シスターズ Live - NANASUTA L-I-V-E!! - Many merry party - in TOKYO DOME CITY HALL
THREE SEVEN RECORDSより2022年7月26日発売。（初回限定盤（本編Blu-ray+ライブCD+フォトブックレット）・通常盤（本編Blu-rayのみ））
Tokyo 7th シスターズ Live Tokyo-7th FESTIVAL in Ryogoku Kokugikan
THREE SEVEN RECORDSより2022年11月8日発売。（初回限定盤（本編Blu-ray+ライブCD+フォトブックレット）・通常盤（本編Blu-rayのみ））

### 小説
Tokyo 7th Sisters -episode.Le☆S☆Ca-
『コンプティーク』2015年11月号より2016年6月号まで連載。単行本全2巻が2016年7月26日と、同年の8月26日にそれぞれ発売された。文を古瀬風、イラストを円居雄一郎、監修・オリジナルストーリー原案を茂木伸太郎が担当する。上杉・ウエバス・キョーコ、西園ホノカ、荒木レナの3人がユニット「Le☆S☆Ca」を結成するまでを描く。
Tokyo 7th Sisters -EPISODE.The QUEEN of PURPLE-
『コンプティーク』2016年9月号より2017年4月号まで連載。単行本全1巻が2017年8月10日に発売された。文を古瀬風、イラストを円居雄一郎、監修・オリジナルストーリー原案を茂木伸太郎が担当する。

### 漫画
Tokyo 7th シスターズ コミックアンソロジー
一迅社より2015年7月7日発売。
Tokyo 7th シスターズ 電撃コミックアンソロジー
KADOKAWAより2015年11月27日発売。
Tokyo 7th シスターズ ナナシス☆ダイアリー
『まんが4コマぱれっと』2015年12月号から2017年4月号まで連載。単行本2017年4月22日発売。緑青黒羽が描く4コマ漫画。
Tokyo 7th Sisters -Sisters Portrait-
『コンプティーク』2015年12月号から2017年1月号まで連載。単行本1巻:2016年7月26日、2巻:2017年2月25日発売。山吹ざらめが描く。毎回異なるアイドルをメインに据え、原作に登場するカードをモチーフとしたエピソードが描かれる。

### 同人誌
ハジマリノヒノスコシマエ
696 STUDIO名義で発売された同人誌で、チュートリアルエピソード「始まりの日」の前日談を描いている。
なお、同人誌という形で発売されたのは、"ビジネスとしての発表"にしたくなかったためである。2014年の時点では書店流通されていなかった。
OMOIDE IN MY HANDS
696 STUDIO名義で発売された同人誌のVol.2。

### 劇場アニメ
2021年2月26日に77分の完全新作劇場アニメ『Tokyo 7th シスターズ -僕らは青空になる-』が期間限定で上映され、同年5月26日に東映ビデオから映像ソフトが発売された。

#### スタッフ（劇場アニメ）
- 原作 - Donuts[80]
- 原案・脚本 - 茂木伸太郎[80]
- キャラクターデザイン原案 - MKS[80]
- 企画 - 鈴木篤志、森山義秀、加藤和夫、茂木伸太郎[80]
- プロデューサー - 松浦寿志、小田元浩、鈴木康治[80]
- ラインプロデューサー - 坂上貴彦[80]
- 監督 - 北川隆之[80]
- 副監督 - 砂川正和[80]
- アニメーションキャラクターデザイン・総作画監督 - 菊池陽介[80]
- 美術監督 - 杉本あゆみ[80]
- 美術設定 - 新妻雅行[80]
- 色彩設計 - 寺分神奈[80]
- 音楽プロデューサー - 茂木伸太郎[80]
- 音楽 - 出羽良彰[80]
- 音楽制作 - ビクターエンタテインメント[80]
- 制作 - 東映アニメーション[80]
- アニメーション制作 - LandQ studios[80]
- 製作 - Project_t7s_A製作委員会[80]

### 他作品とのコラボレーション
ホロライブ
2022年3月よりコラボレーションイベントを開催。ホロライブに所属するAZKi、ときのそら、星街すいせいがゲーム内に登場し、コラボレーション楽曲とカードが実装された。
D4DJ Groovy Mix
開発元が本作と同じDONUTSであることから、毎月7日に楽曲が移植されている。

## 音楽アルバム
Donutsより2014年12月28日〜30日に1stミニアルバム『t7s Longing for summer』、2015年5月20日に1stフルアルバム『H-A-J-I-M-A-L-B-U-M-!!』を発売。2015年7月29日発売、777☆SISTERS 1stシングル『僕らは青空になる / FUNBARE☆RUNNER』以降は、「ビクターエンタテインメント」がレーベルとなり、CDや配信でのリリース展開をしている。
2015年5月20日発売1stアルバム『H-A-J-I-M-A-L-B-U-M-!!』は1stライブに合わせて制作された初のフルアルバム。期間的に非常にタイトなスケジュールだったため、一時は制作自体が危ぶまれた。最終的には1stライブで披露する楽曲のため、茂木が制作を行うことを決意し、制作された。
2016年6月29日発売2ndアルバム『Are You Ready 7th-TYPES??』はステレオタイプから新しいタイプへの移行という意味が含まれており、“NEW-TYPES”ではなく“7th-TYPES”という言葉が使われているのは、ファンに対して、これがナナシスだという意味合いも込められているためである。
2018年7月4日発売3rdアルバム『THE STRAIGHT LIGHT』は、アルバムのコンセプト作りより先に各ユニットの魅力を更に引き出すため、楽曲制作に注力をされた。出来上がった楽曲をプレイリストに並べていく過程でアルバムの全体像が見えてきて、最終的にはすべてにおいて自信を持ち、タイトルのとおりまっすぐ作れた作品になったとインタビュー記事内で茂木は答えている。
2021年12月14日発売 桂木カヅミ（CV:立花理香）『恋セヨ乙女』以降は「THREE SEVEN RECORDS」から発売しておりスタッフも新体制へと変わっている。

### ライブイベント
2015年5月31日（日）Zepp Tokyoにて開催された、「t7s 1st Anniversary Live in Zepp Tokyo 15'→34' 〜H-A-J-I-M-A-L-I-V-E-!!〜」を皮切りに、Anniversary Liveとユニットによる単独Liveなどの展開を続けている。
2015年5月31日にZepp Tokyoにて「t7s 1st Anniversary Live in Zepp Tokyo 15'→34' 〜H-A-J-I-M-A-L-I-V-E-!!〜」を開催。初のライブ公演にも関わらず、プレミアム・一般チケットはともに申込開始から即日完売。
2016年8月21日にパシフィコ横浜国立大ホールにて開催された「t7s 2nd Anniversary Live in PACIFICO Yokohama 16'→30'→34' -INTO THE 2ND GEAR-」では、規定人数を大幅に超える応募が殺到したことで、急遽ライブビューイングの実施が日本全国40館にて行われた。
2017年4月22日・23日に幕張メッセイベントホールにて開催された「t7s 3rd Anniversary Live 17'→XX' -CHAIN THE BLOSSOM- IN Makuhari Messe」では、1st、2nd、3rdの三部作最後の集大成的な立ち位置となったライブ。初の生バンドによる演奏が導入された。
2018年7月20日に日本武道館にて開催された「Tokyo 7th シスターズ メモリアルライブ『Melody in the Pocket』in 日本武道館」では、平日での開催にも関わらず動員1万2000人を記録。また、ナナシスのライブでは初めての描き下ろしとなるキービジュアルも制作された。キャッチコピーとして記載された「―青空（ここ）まで、歩いてきた」は、これまでに重ねてきたライブを経て、自分たちの力で武道館の舞台まで来ることができたという意味も込められている。
2018年10月20日・21日に幕張メッセイベントホールにて開催された「Tokyo 7th シスターズ 4th Anniversary Live -FES!! AND YOUR LIGHT- in Makuhari Messe」では、新たにフェス要素が盛り込まれた公演となったほか、初のトロッコによる移動演出が導入されている。
2019年7月13日・14日に幕張メッセ国際展示場9-11ホールにて開催された「Tokyo 7th シスターズ 5th Anniversary Live -SEASON OF LOVE- in Makuhari Messe」では、過去最長となる4時間半を越える大ボリュームでの公演を実施、全37曲を披露した。